# Biserica de lemn din Glodeni, Mureș

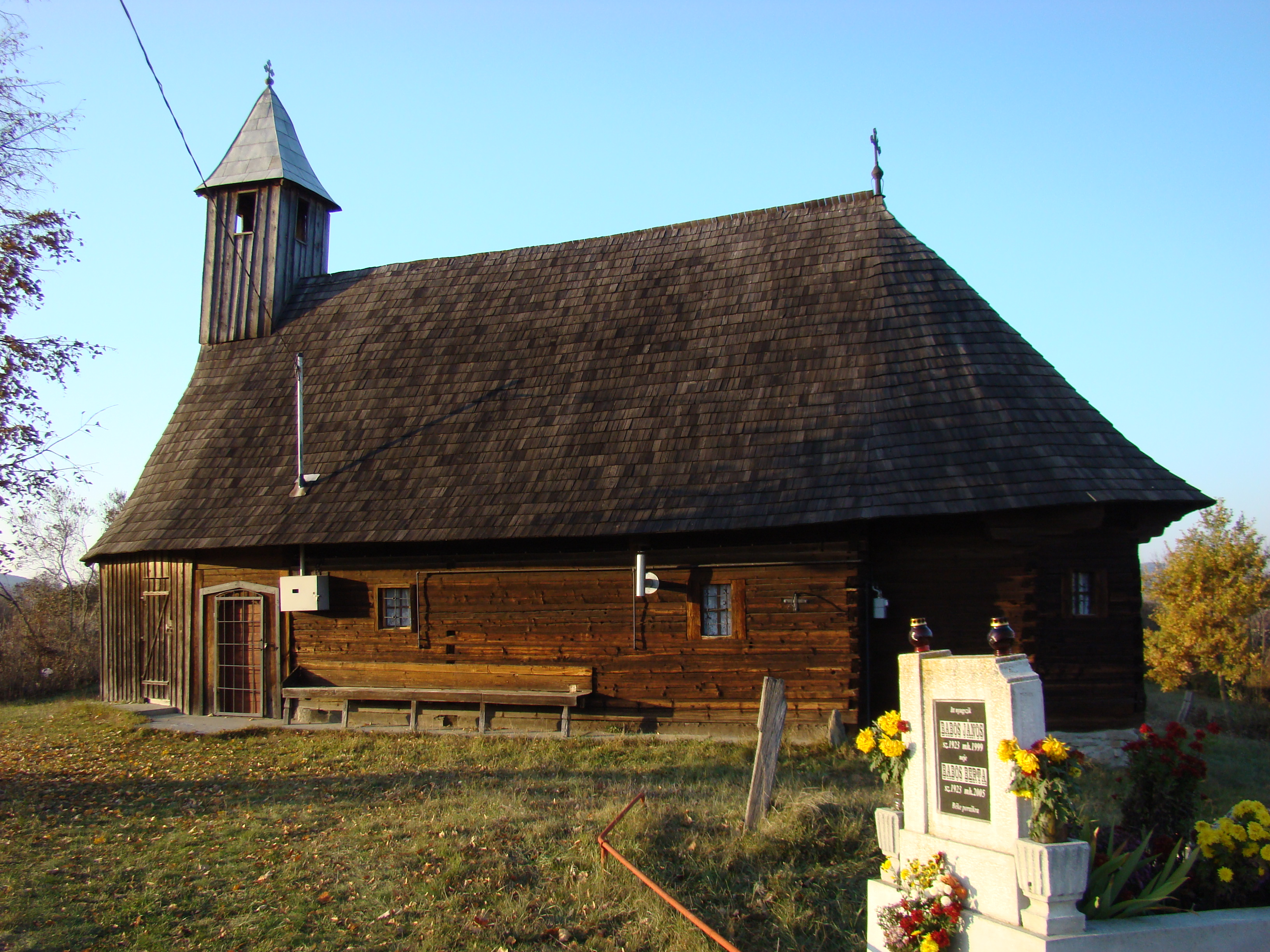
Biserica de lemn „Buna Vestire” din Glodeni, județul Mureș, foto: noiembrie 2009.

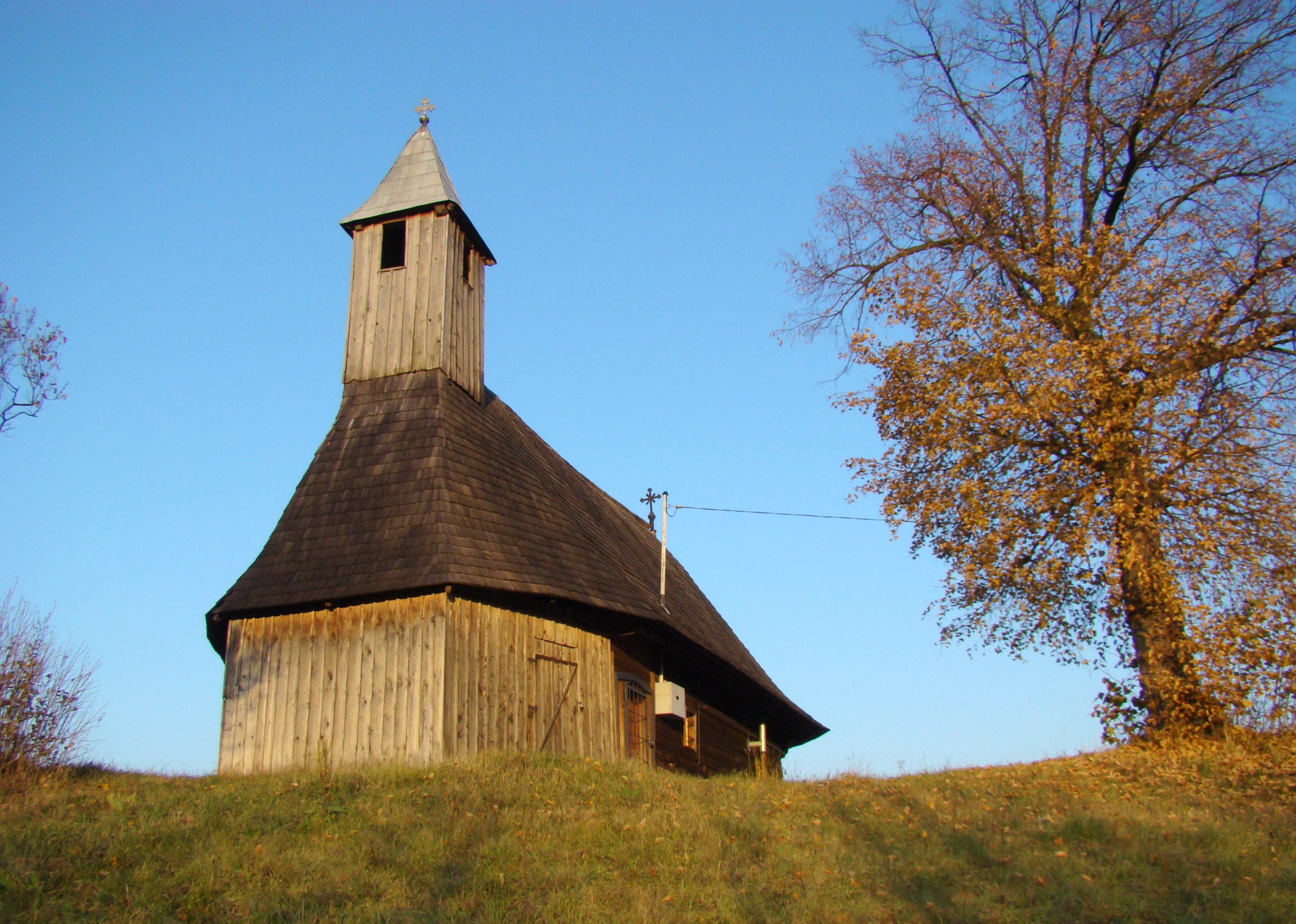
Biserica de lemn „Buna Vestire” din Glodeni, județul Mureș, foto: noiembrie 2009.

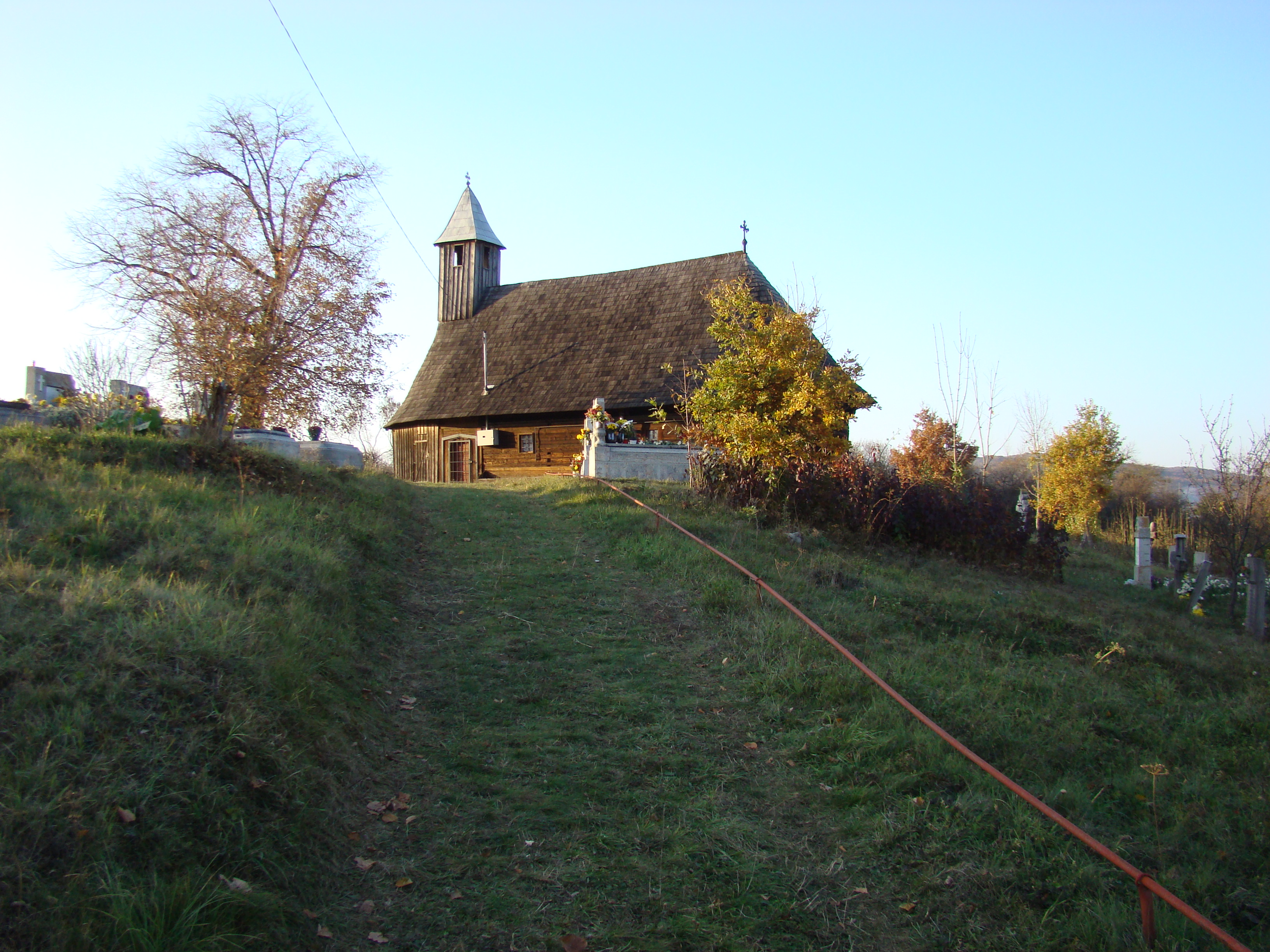
Biserica de lemn „Buna Vestire” din Glodeni, construită în secolul al XVIII-lea, pe dealul cu frasini și tei bătrîni, ce domină valea

Biserica de lemn din Glodeni, comuna Glodeni, județul Mureș. Anul edificării nu se cunoaște cu exactitate, unii specialiști plasând acest moment în secolul XVII . Informațiile furnizate de Protopopiatul Ortodox Român din Târgu Mureș datează biserica din anul 1783.Și hramul diferă în funcție de sursa de informații: „Sfinții Arhangheli Mihail și Gavriil” pe listele Ministerului Culturii și Cultelor și „Buna Vestire” în înregistrările Protopopiatului Ortodox Târgu Mureș. Biserica se află pe noua listă a monumentelor istorice sub codul LMI:  MS-II-m-B-15683.

## Istoric
Comuna Glodeni se situează pe malul râului Mureș, la 14 km de municipiul Târgu-Mureș, pe șoseaua ce leagă Dumbrăvioara de Voivodeni, și a fost pentru prima dată atestată documentar în 1263, sub denumirea de Sarpatak, iar, mai apoi, în anul 1319, sub denumirea de Sarpataka, într-un act de donație al regelui Carol al Ungariei.
În anul 1900 (conform Șematismului greco-catolic), distribuția pe confesiuni a populației localității era: 262 greco-catolici, 8 ortodocși, 24 romano-catolici, 1076 reformați, 1 unitarian și 13 israeliți. De-a lungul timpului, locuitorii comunei au fost iobagi ai familiilor nobiliare Teleky și Bornemisza.
Biserica de lemn cu hramul „Buna Vestire” a fost ridicată în anul 1783, fiind extinsă și restaurată de mai multe ori de-a lungul timpului, ultima consolidare realizându-se în anul 1986, prin grija Episcopiei Ortodoxe de Alba-Iulia. În prezent, lăcașul de cult are fundație din piatră de râu, pereții din lemn de brad, acoperișul din șindrilă și clopotnița acoperită cu tablă.
Între 1851-1907, pe lângă biserica din comună a existat o școală confesională românească, care, deși fusese deschisă încă din a doua jumătate a secolului XVII, nu a putut funcționa decât în perioada menționată datorită greutăților materiale. Din cauza rigorilor impuse de legea Apony, în 1907 școala și-a încheiat activitatea fiind redeschisă în anul 1923.

## Trăsături
Pereții, din lemn de brad pe temelie de stejar, delimitează un plan dreptunghiular cu absida decroșată, poligonală, cu cinci laturi. Consolele absidei au crestături în plan înclinat. Nava este acoperită cu o boltă semicilindrică, retrasă de la linia pereților și intersectată cu un timpan înclinat, pe latura de vest; absida, cu o boltă asemănătoare, racordată cu pereții dinspre est prin fâșii curbe. Clopotnița a fost inițial separată, dar în secolul al XIX-lea, din nevoia de spațiu, s-a adoptat o soluție ce a modificat structura părții de vest. A fost adăugată o travee cu boltă semicirculară în pronaos și pridvor închis de formă poligonală, cu clopotniță deasupra. Este posibil ca partea originară de vest să fi avut această formă, explicându-se astfel și lungimea mică a navei (de 7,45m), prin suprimarea laturilor de colț ale poligonului. Pentru a pune sub același acoperiș întreg edificiul, a fost ridicată șarpanta, prilej cu care și boltirea interioară a căpătat un spor de înălțime.
Pereții, la interior, sunt acoperiți cu placaj, iar bolțile tencuite, ascunzându-se pictura. Tâmpla, cu friza Apotolilor (încadrați după un model ades întâlnit în Mureș, în panouri decupate) și a icoanelor prăznicare (din care o parte sunt pe sticlă), merită atenția specialiștilor. Ușile împărătești, cu reprezentarea‚ „Blagoveșteniei Precistii”, datată 1799, ca și icoanele mari: Blagoveștenia, Deisis, Maria cu pruncul, Sfântul Nicolae, îngăduie, în pofida intervențiilor ce li s-au adus, recunoașterea autorului lor – Toader Popovici zugrav. A rămas răzleață, dintr-o friză anterioară, icoana Deisis, bogat ornată cu rozete în relief, între profil și chenarul în frânghie; ea prezintâ analogii cu icoana, din 1719, de la Nadășa.

## Imagini

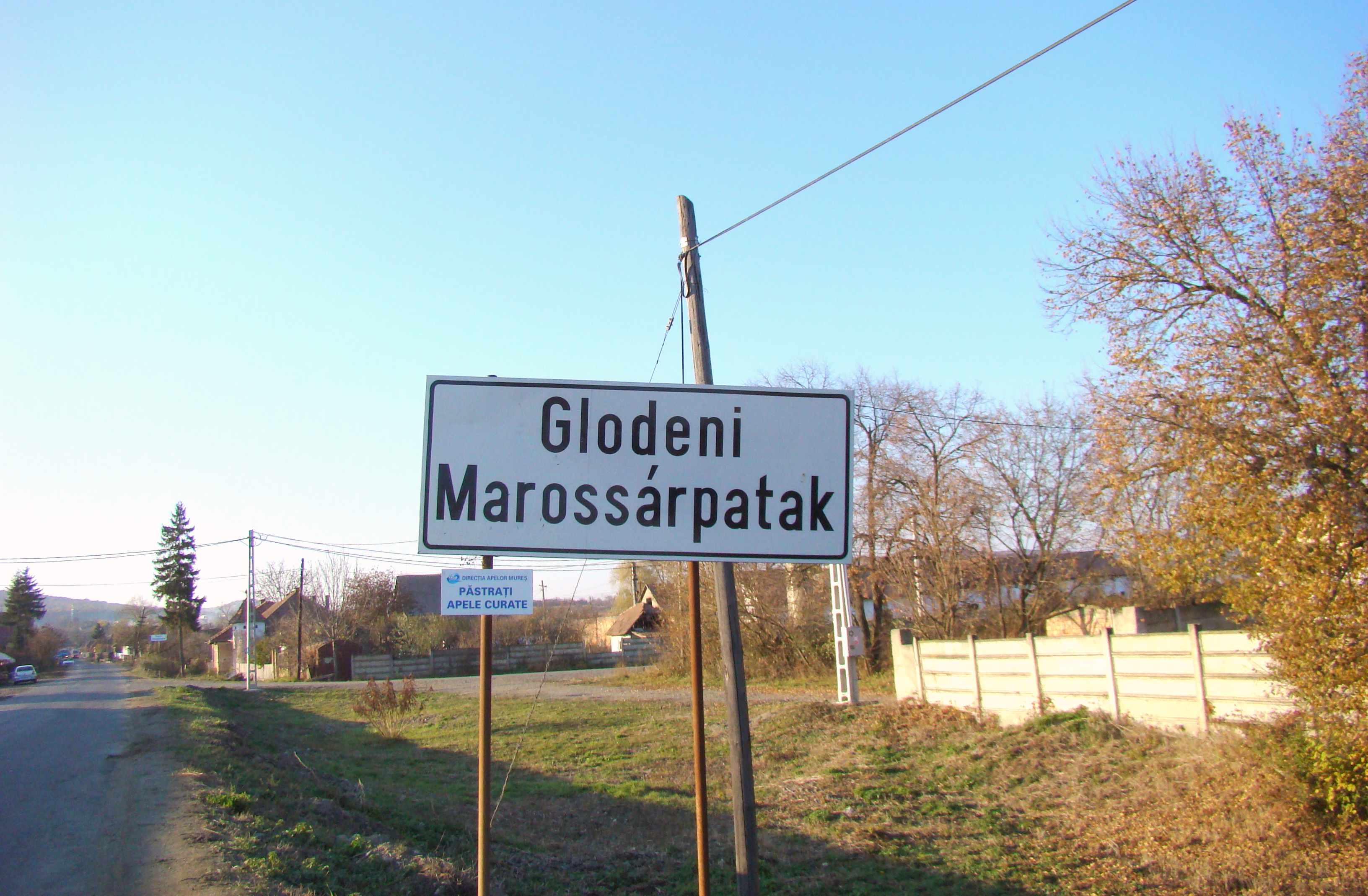
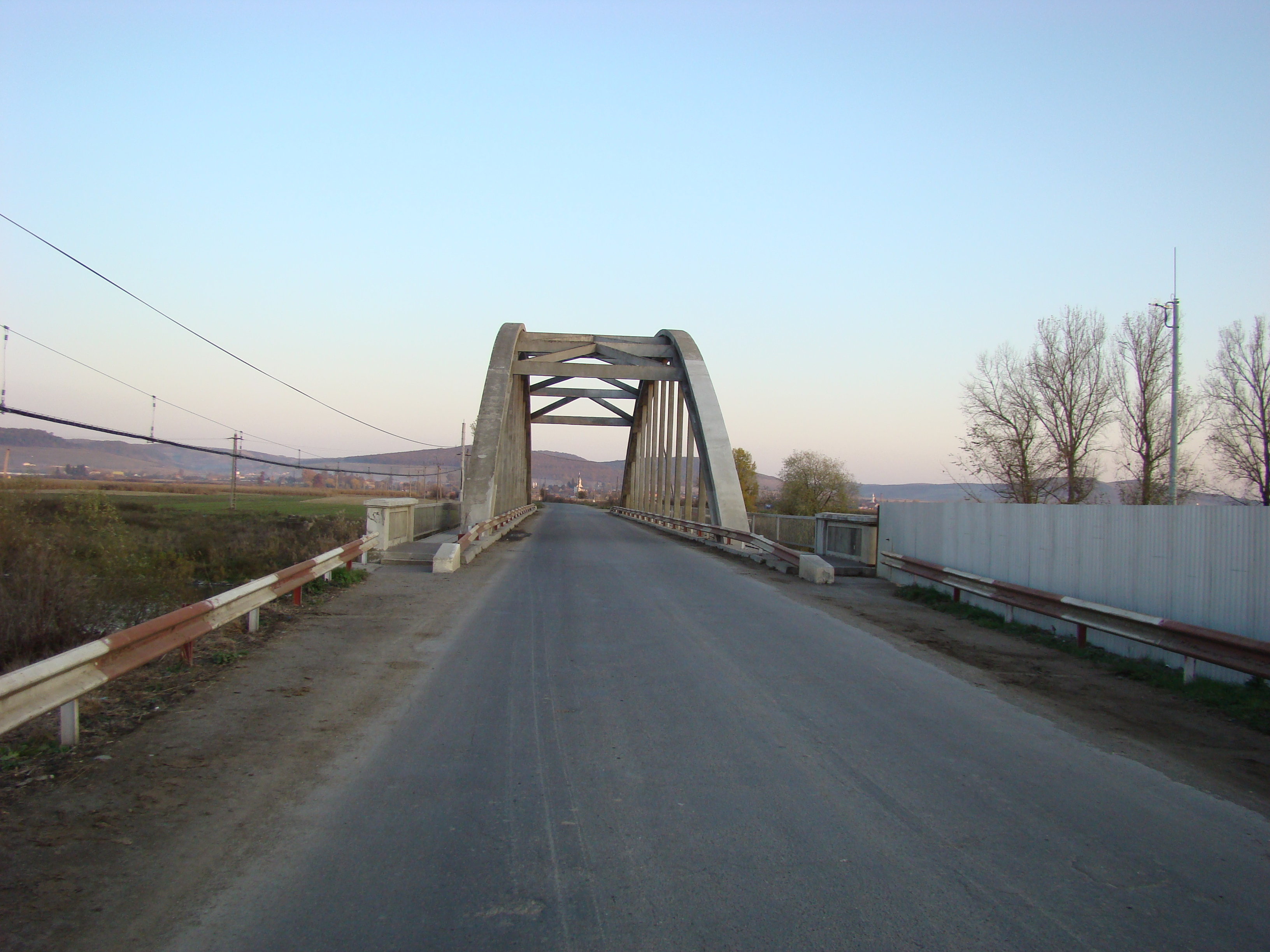
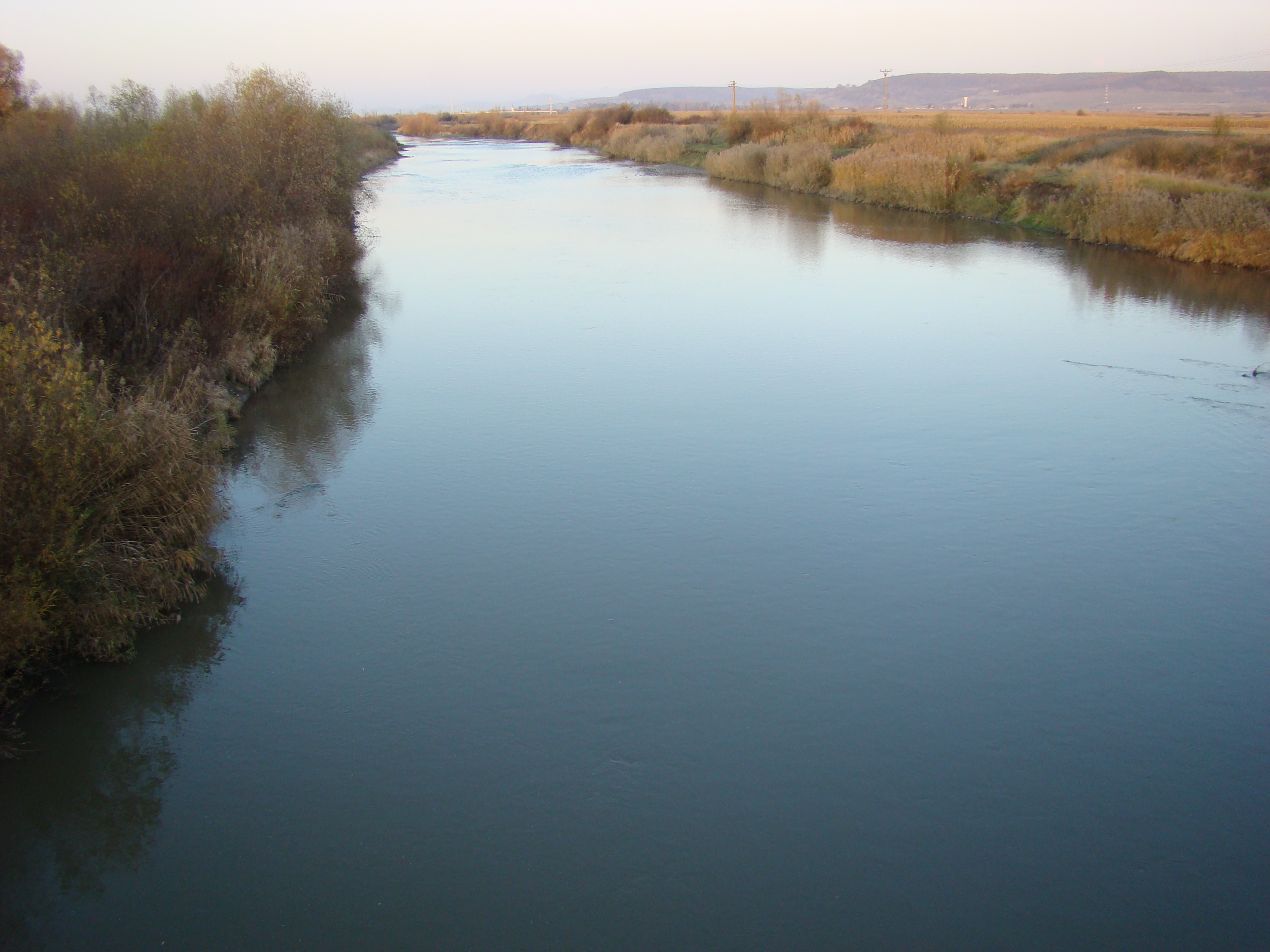
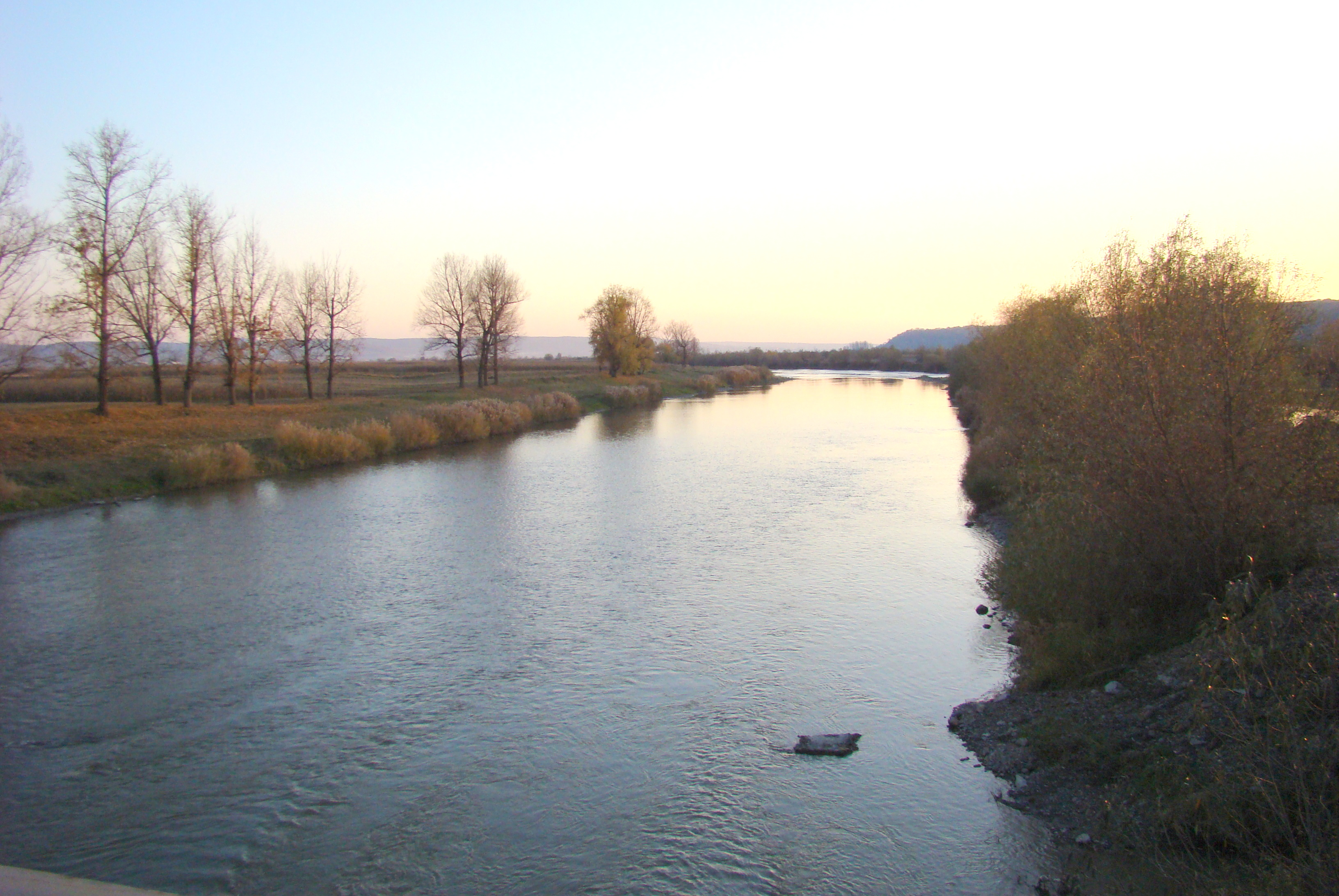
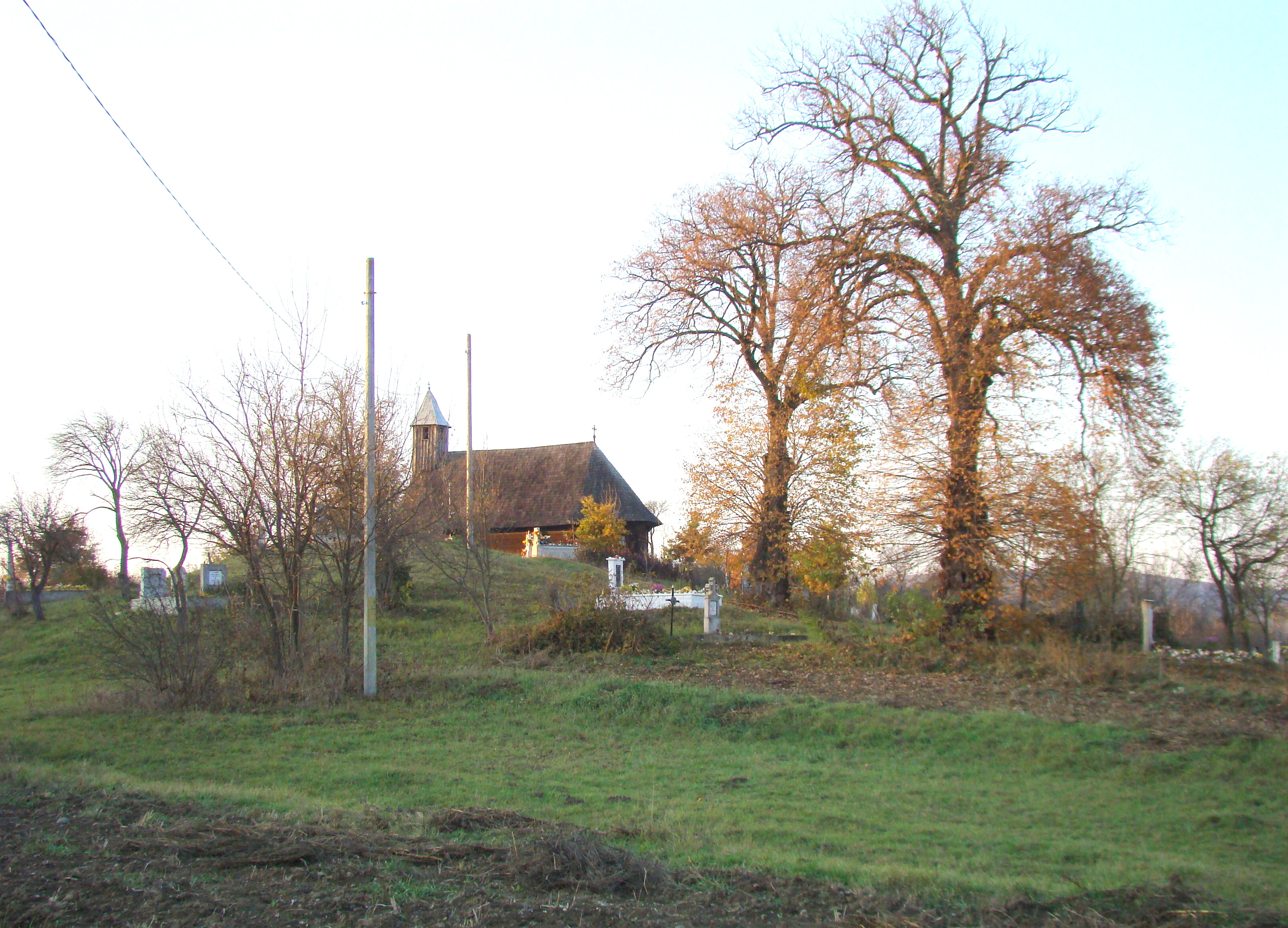
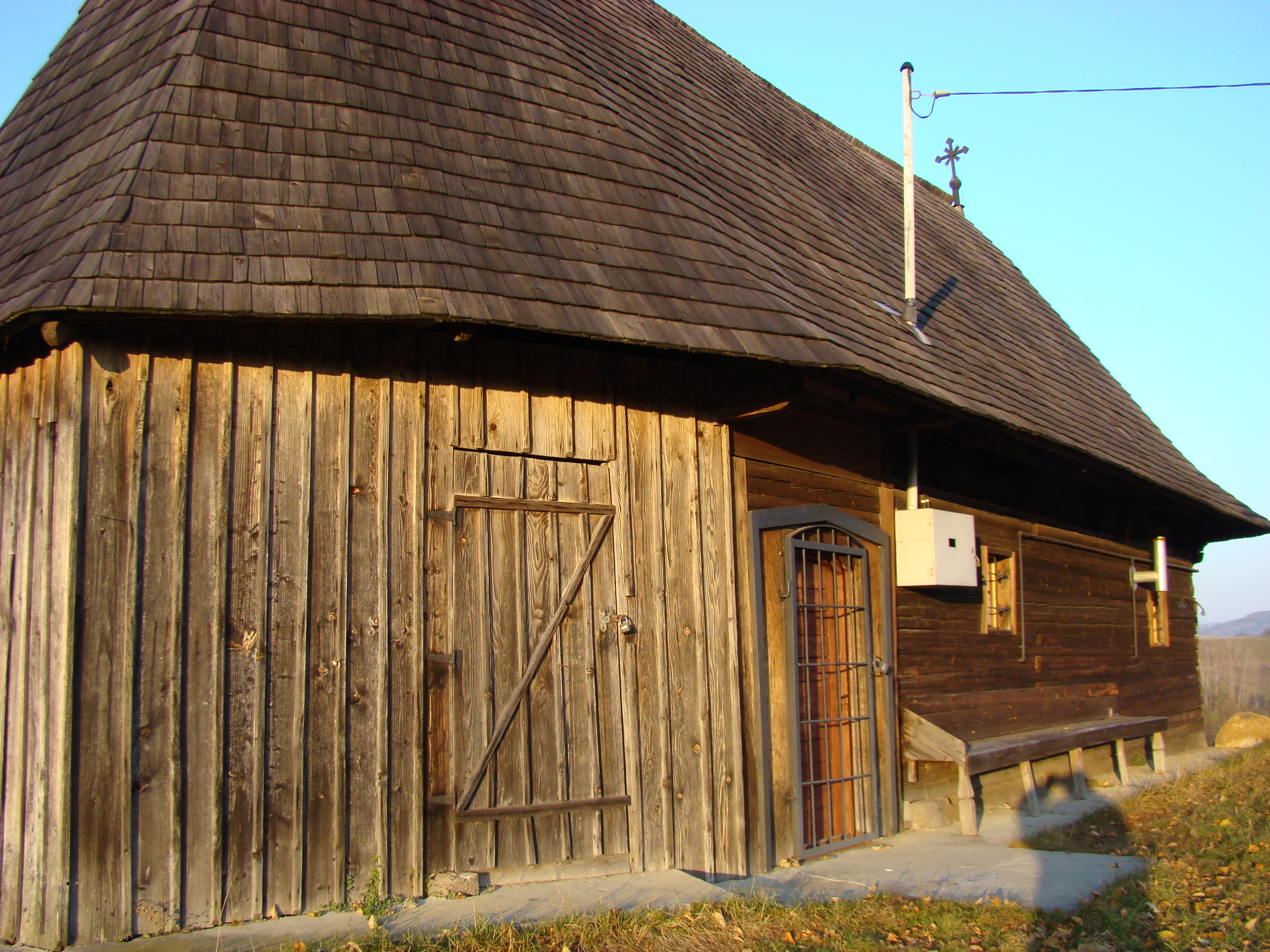
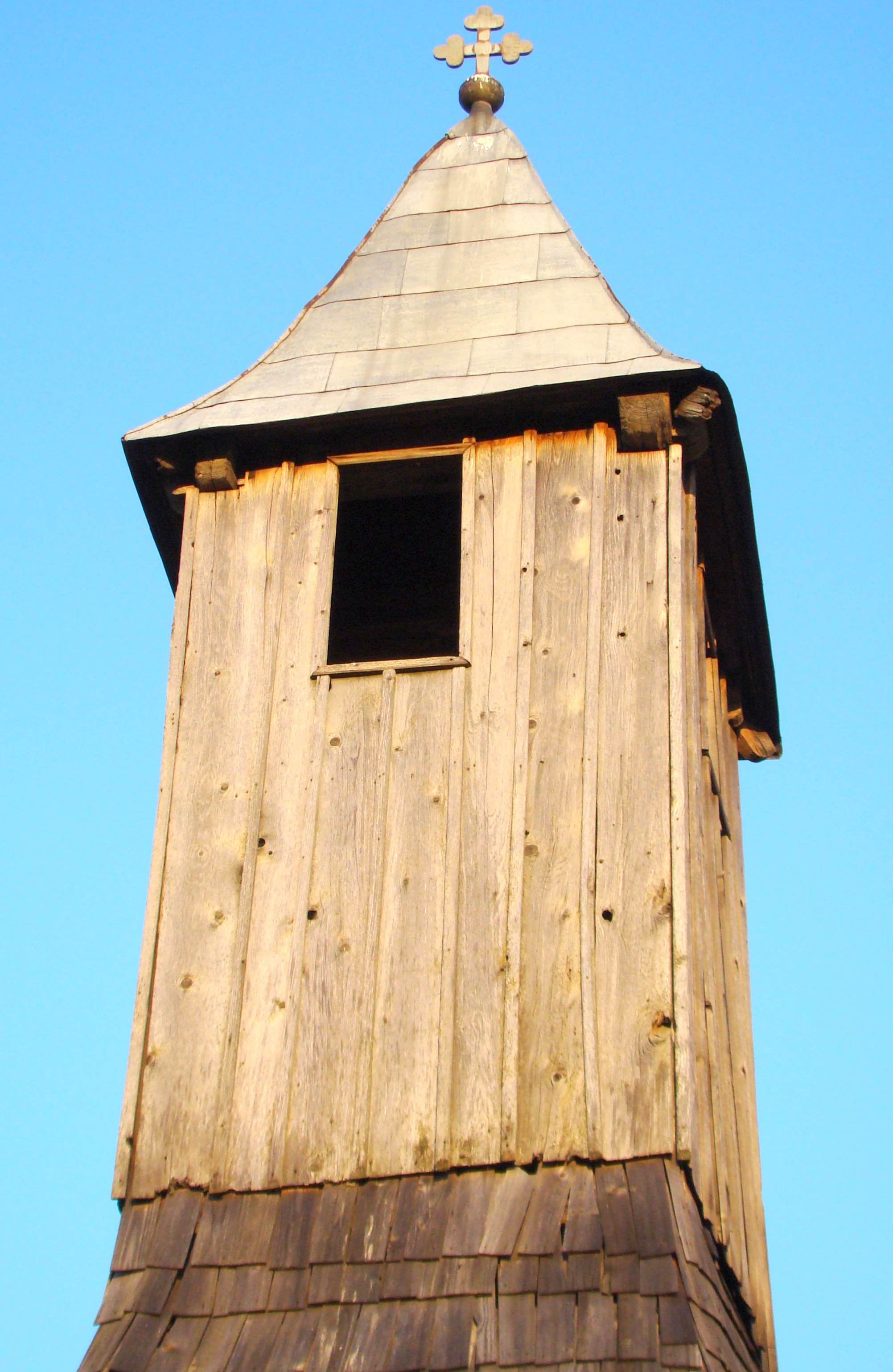
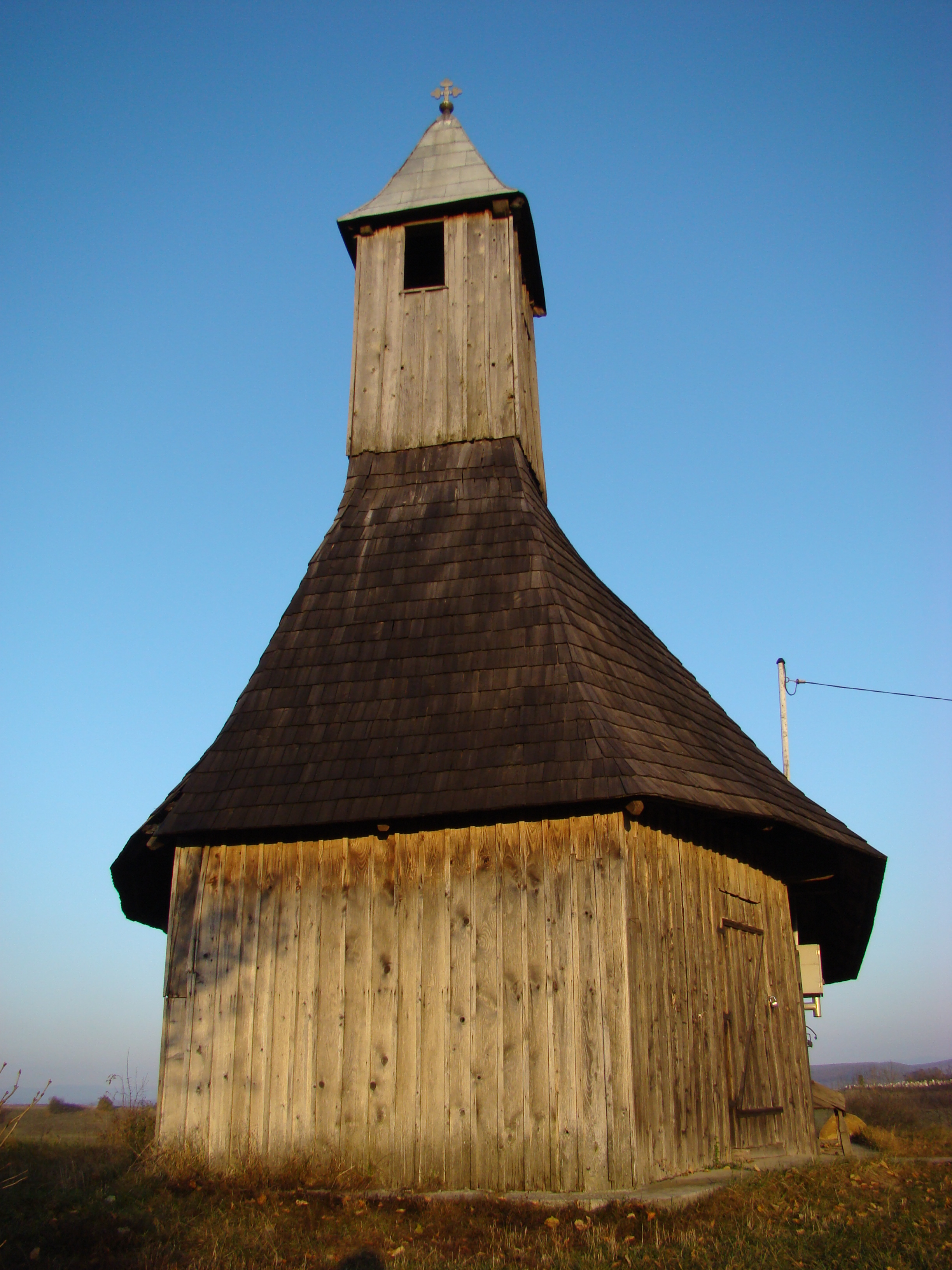
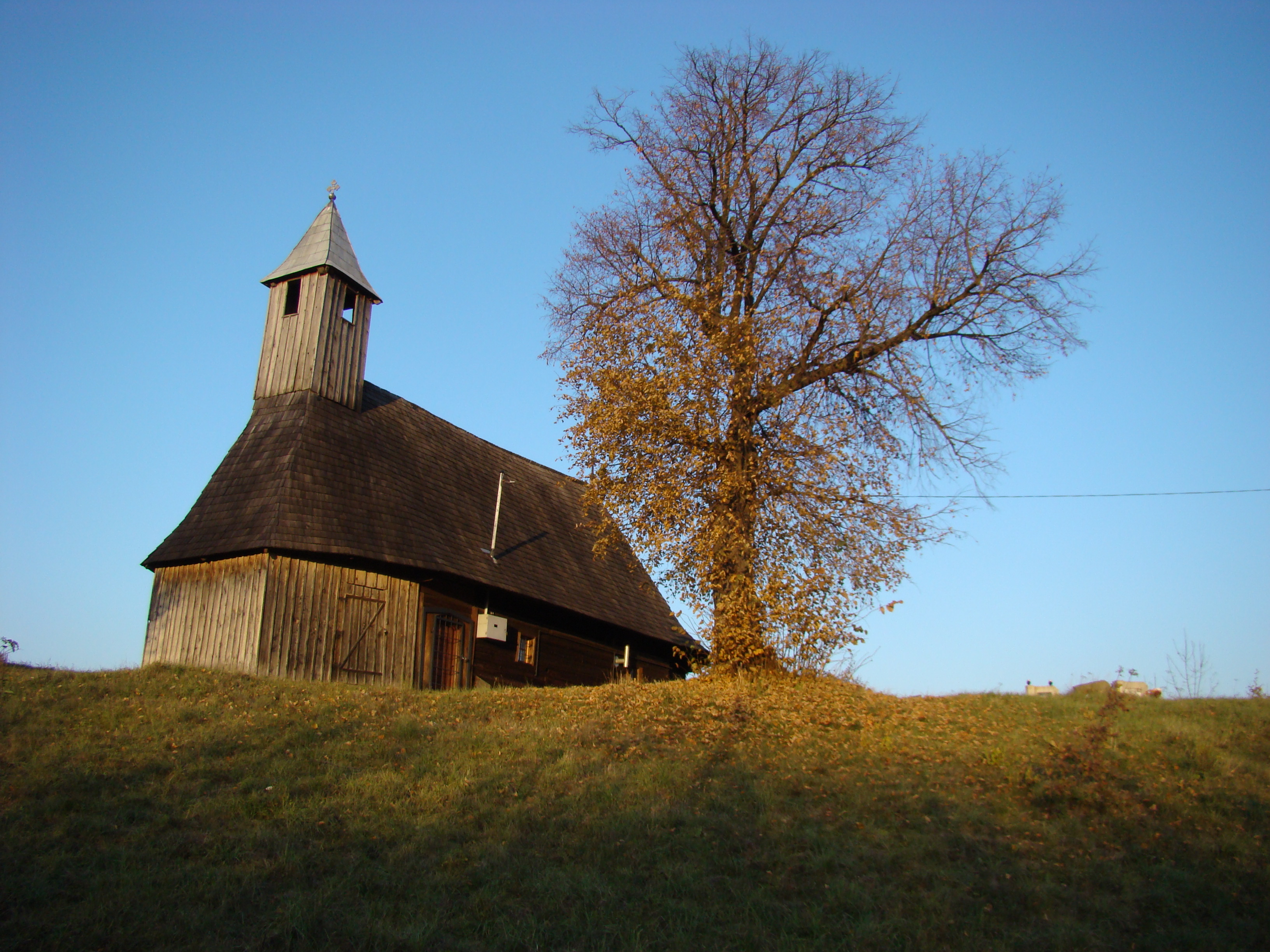
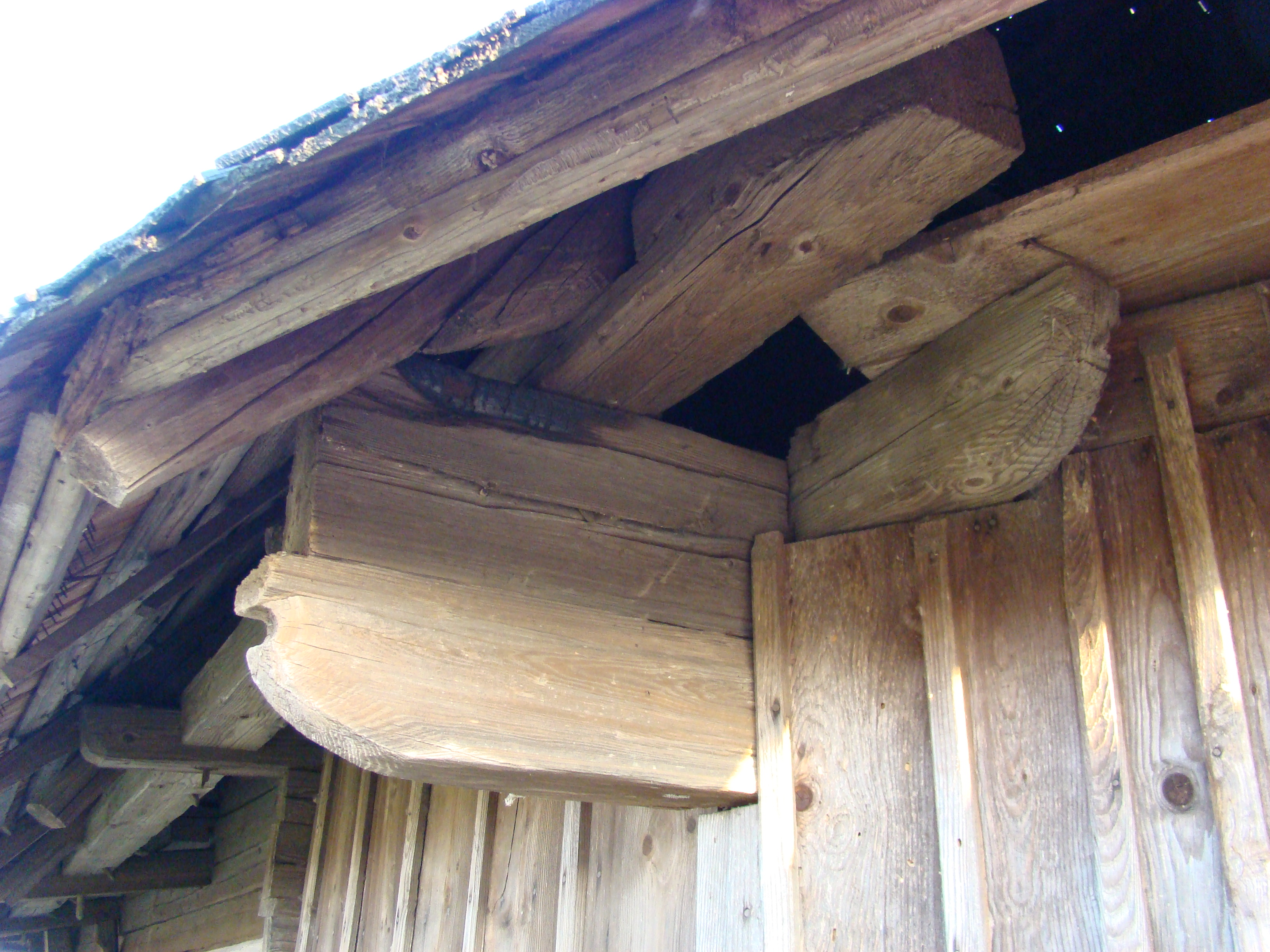
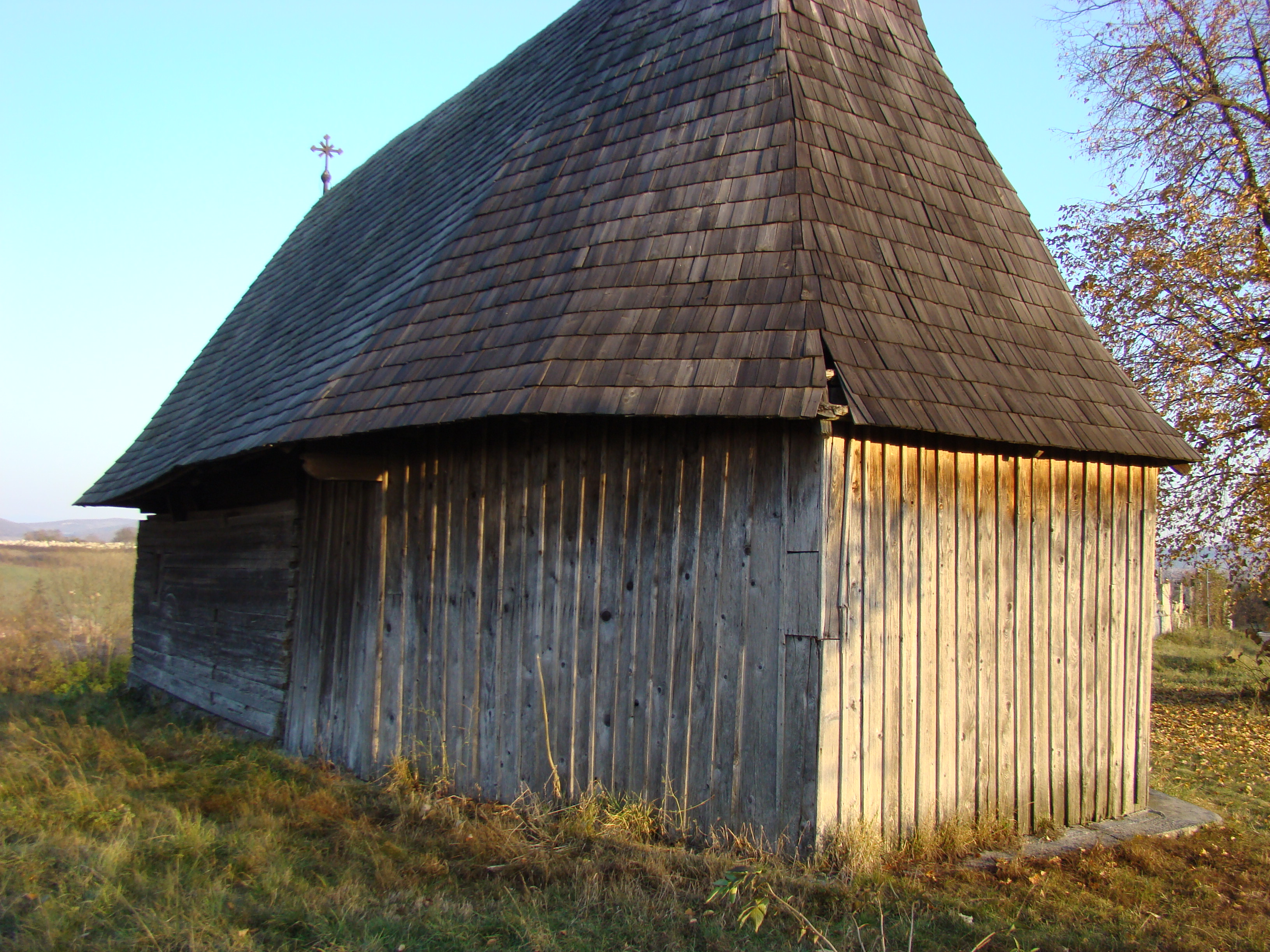
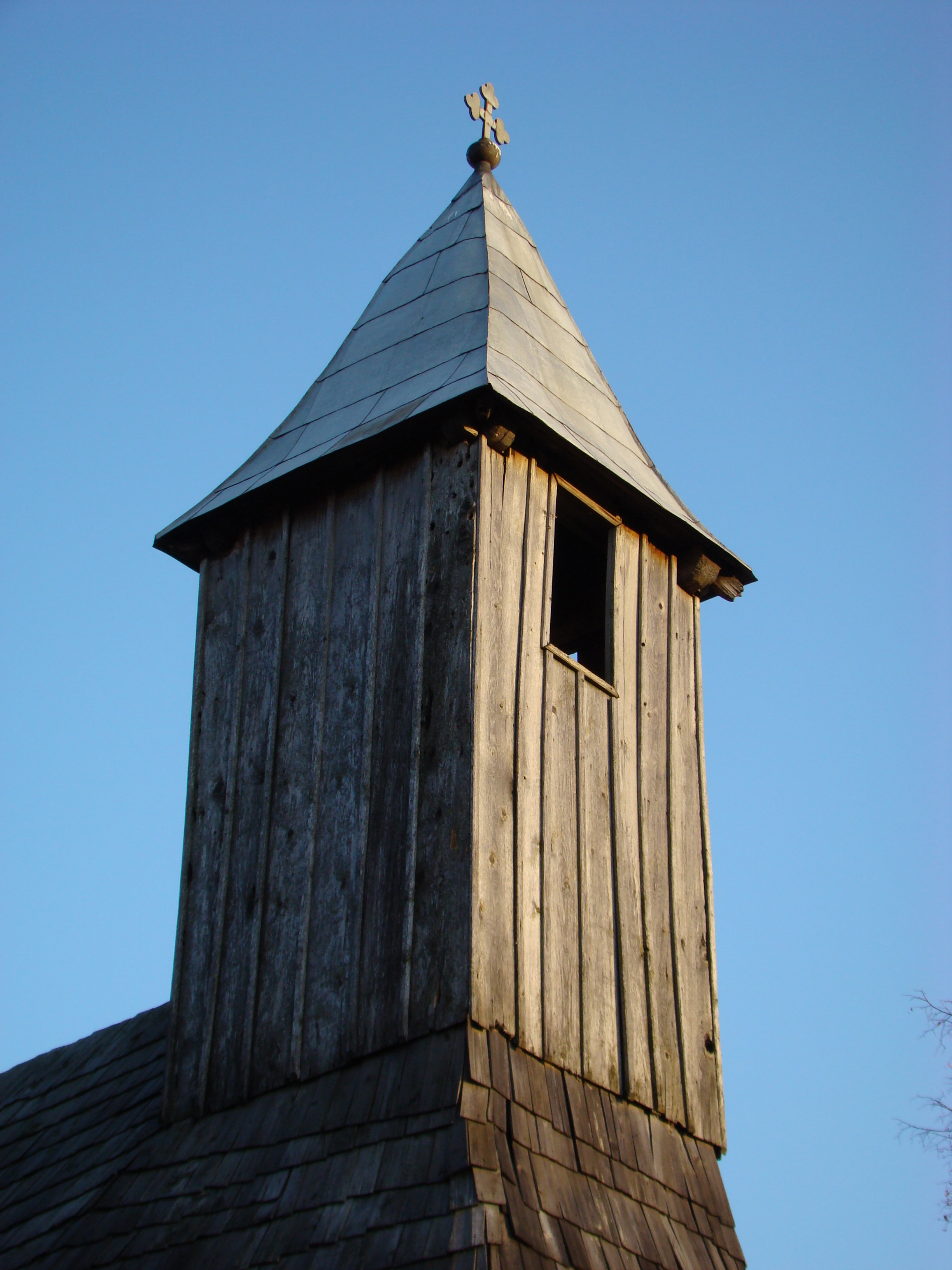
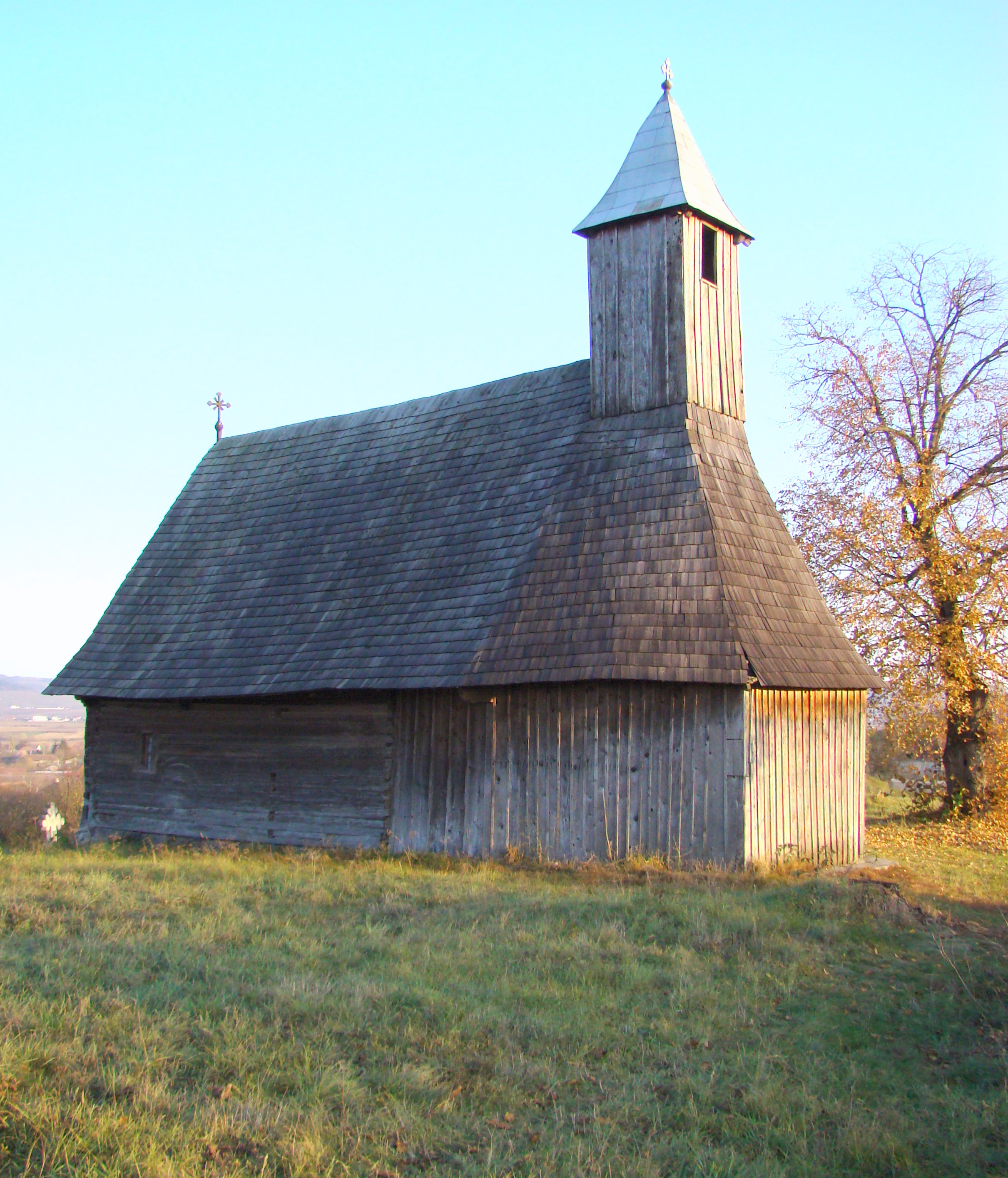
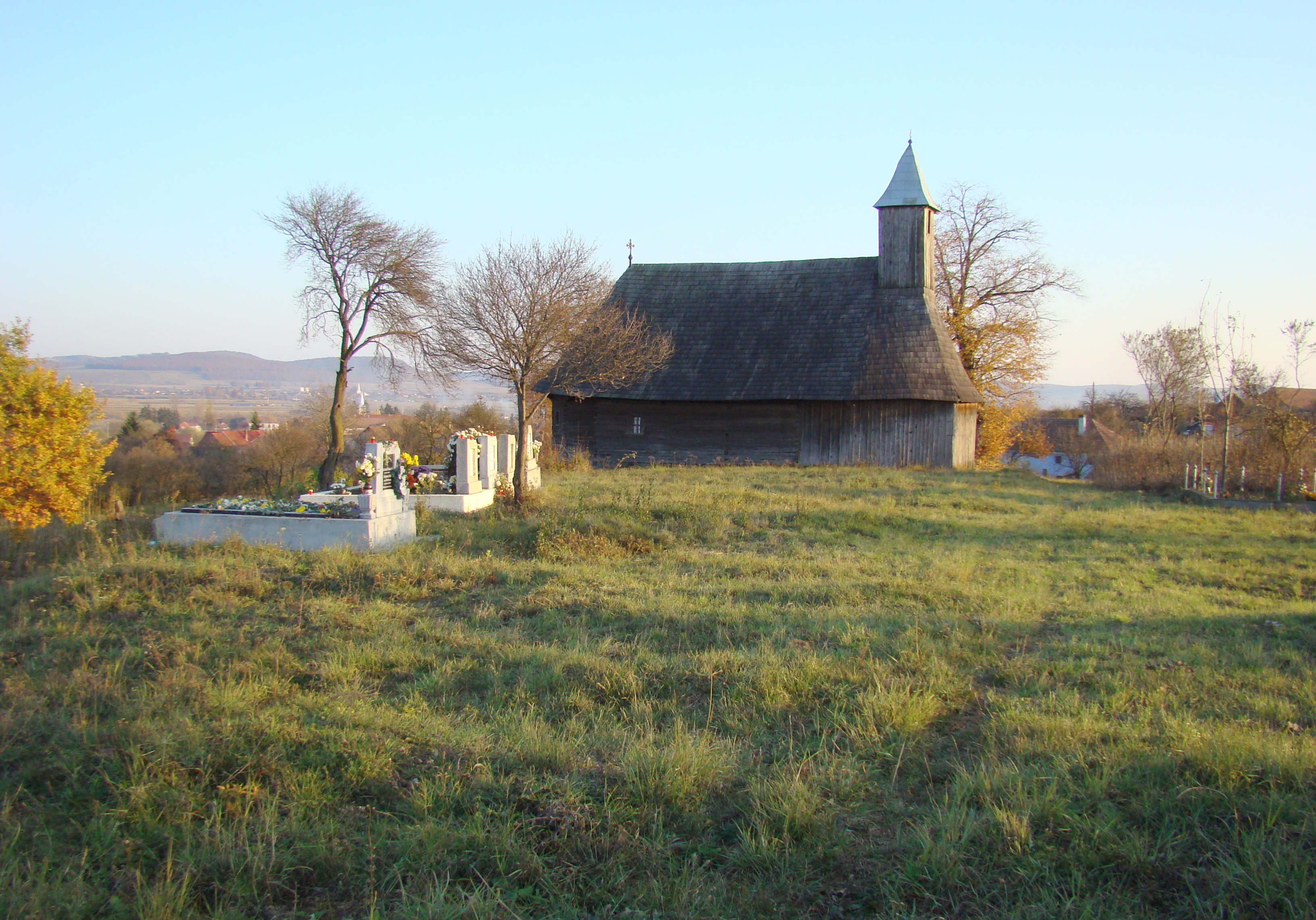
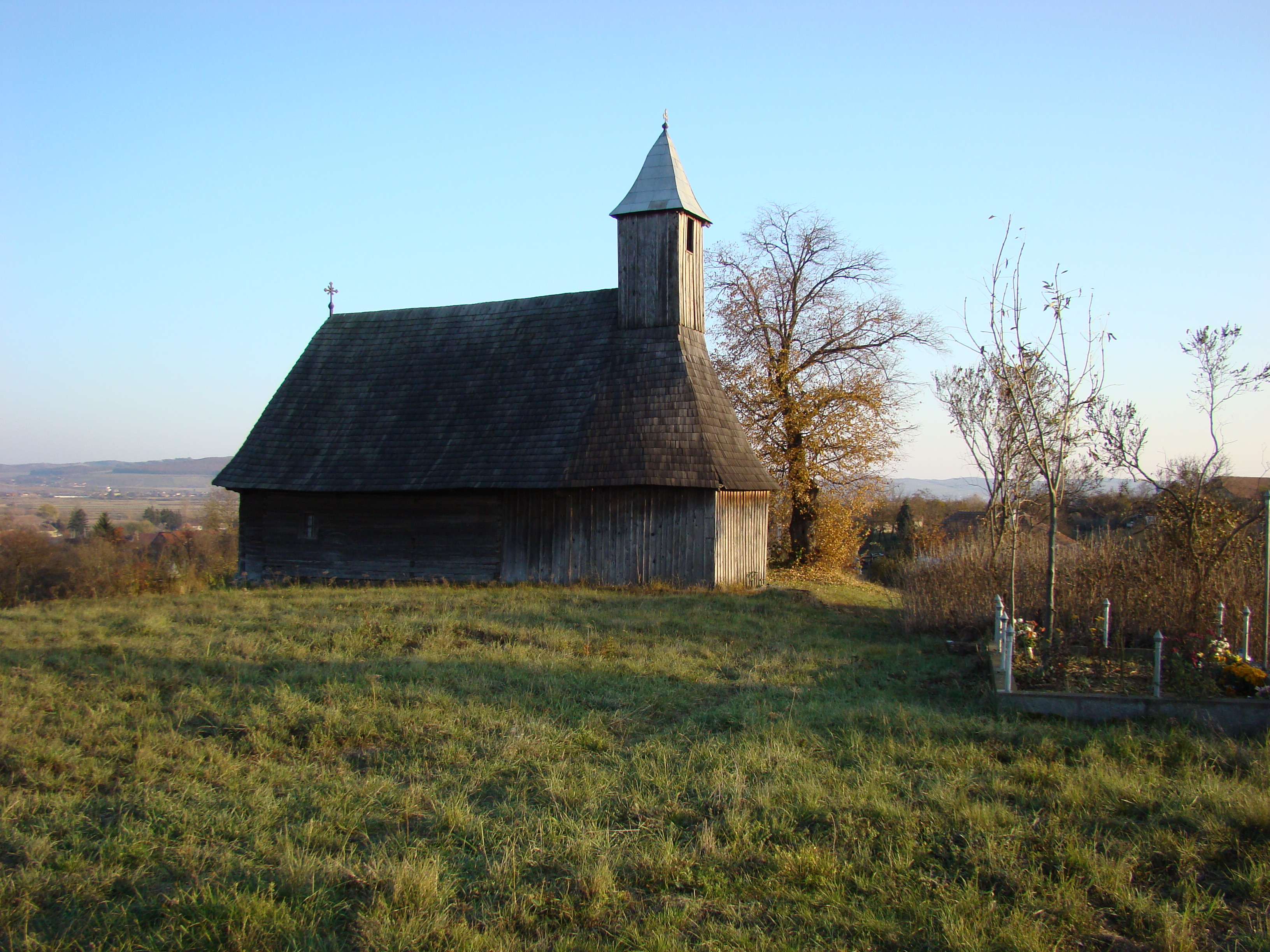
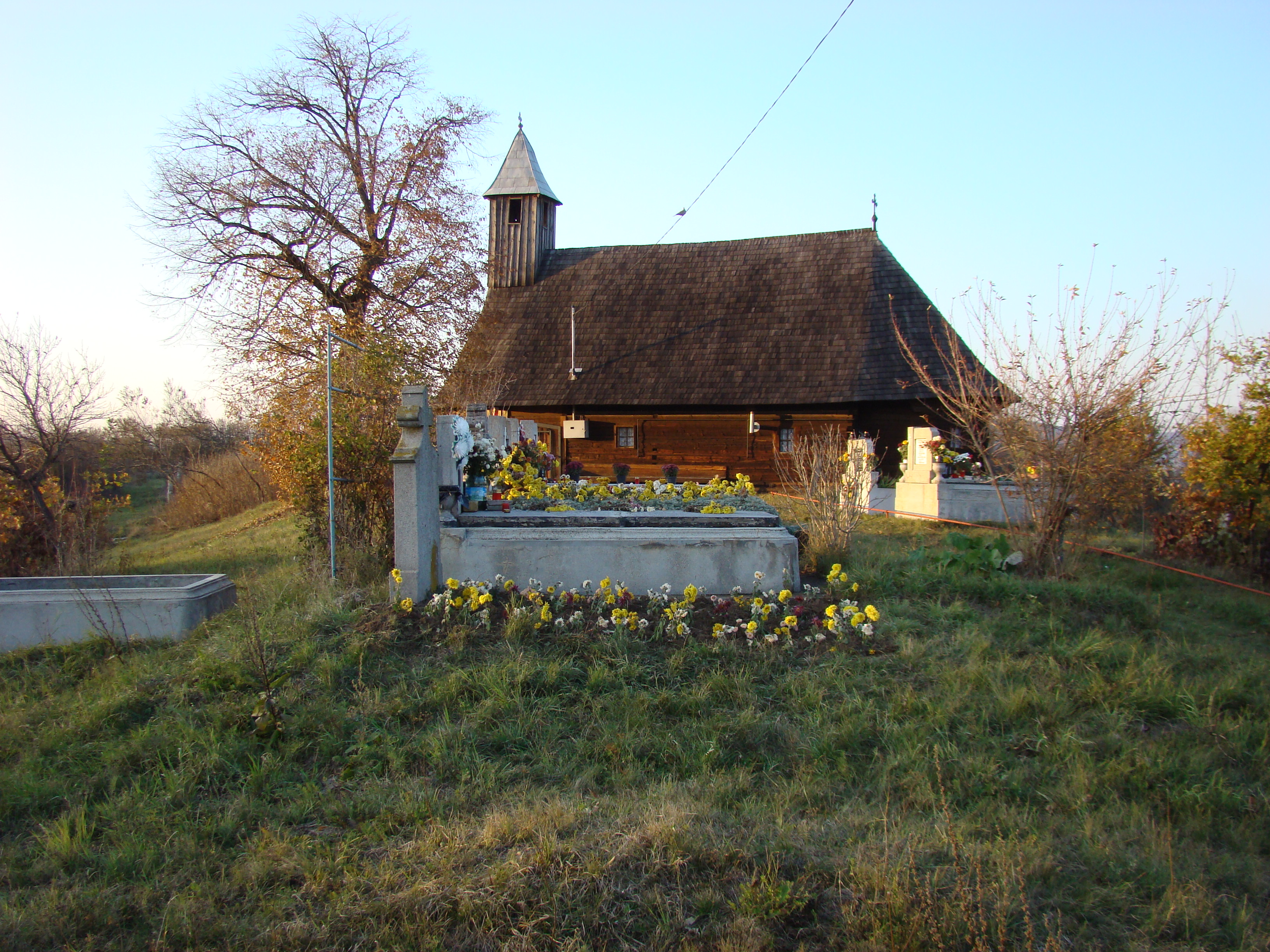
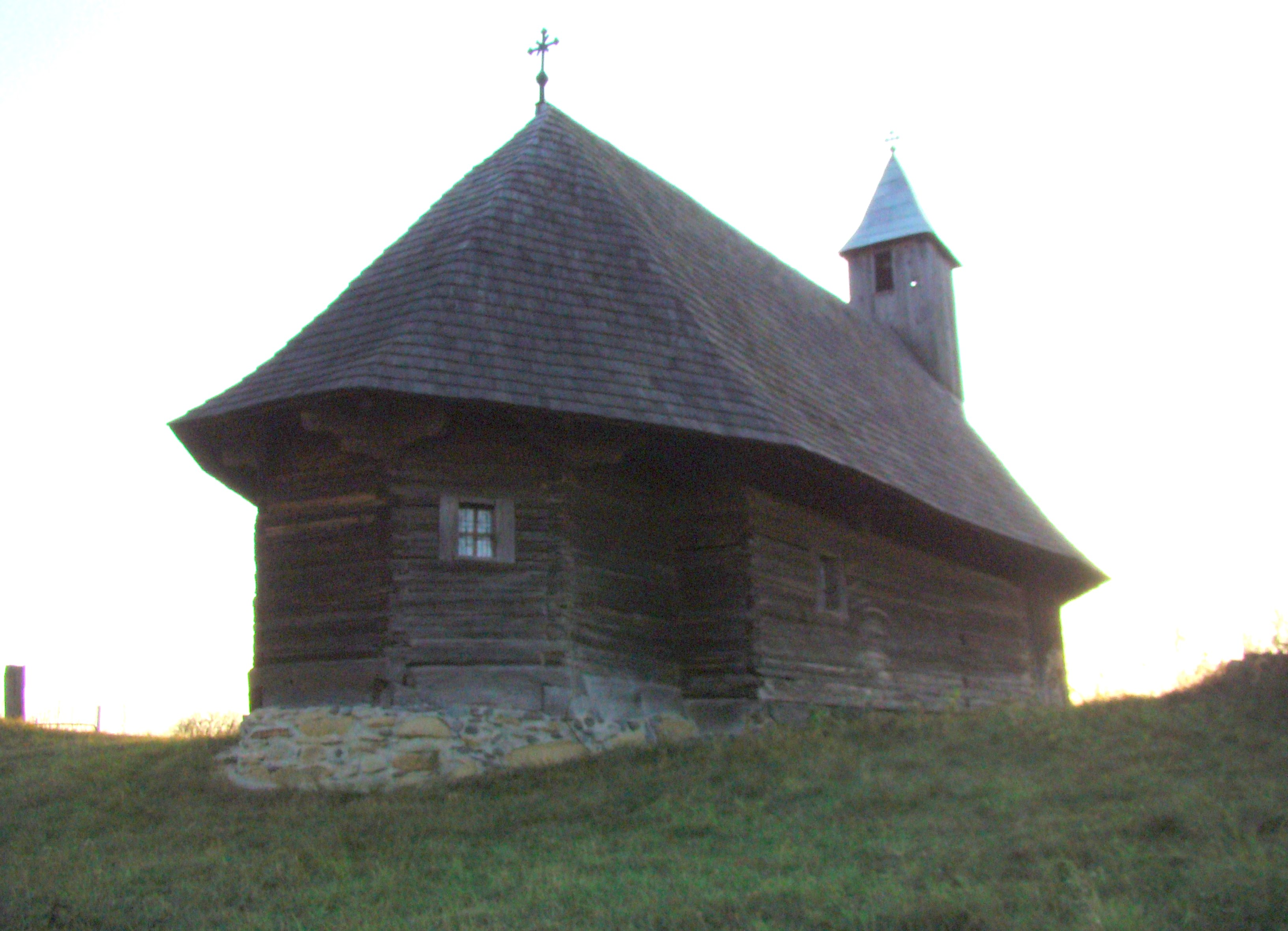
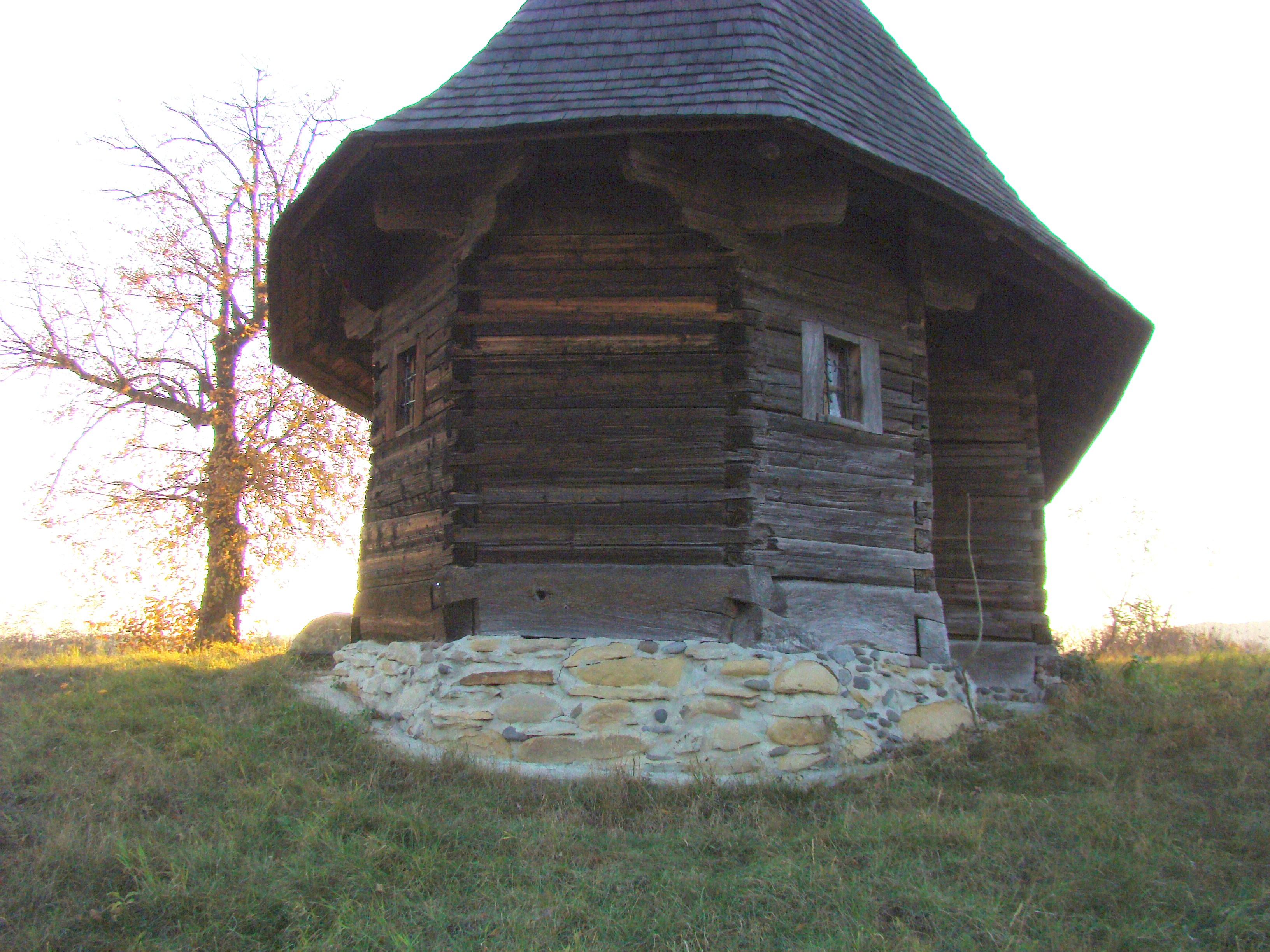
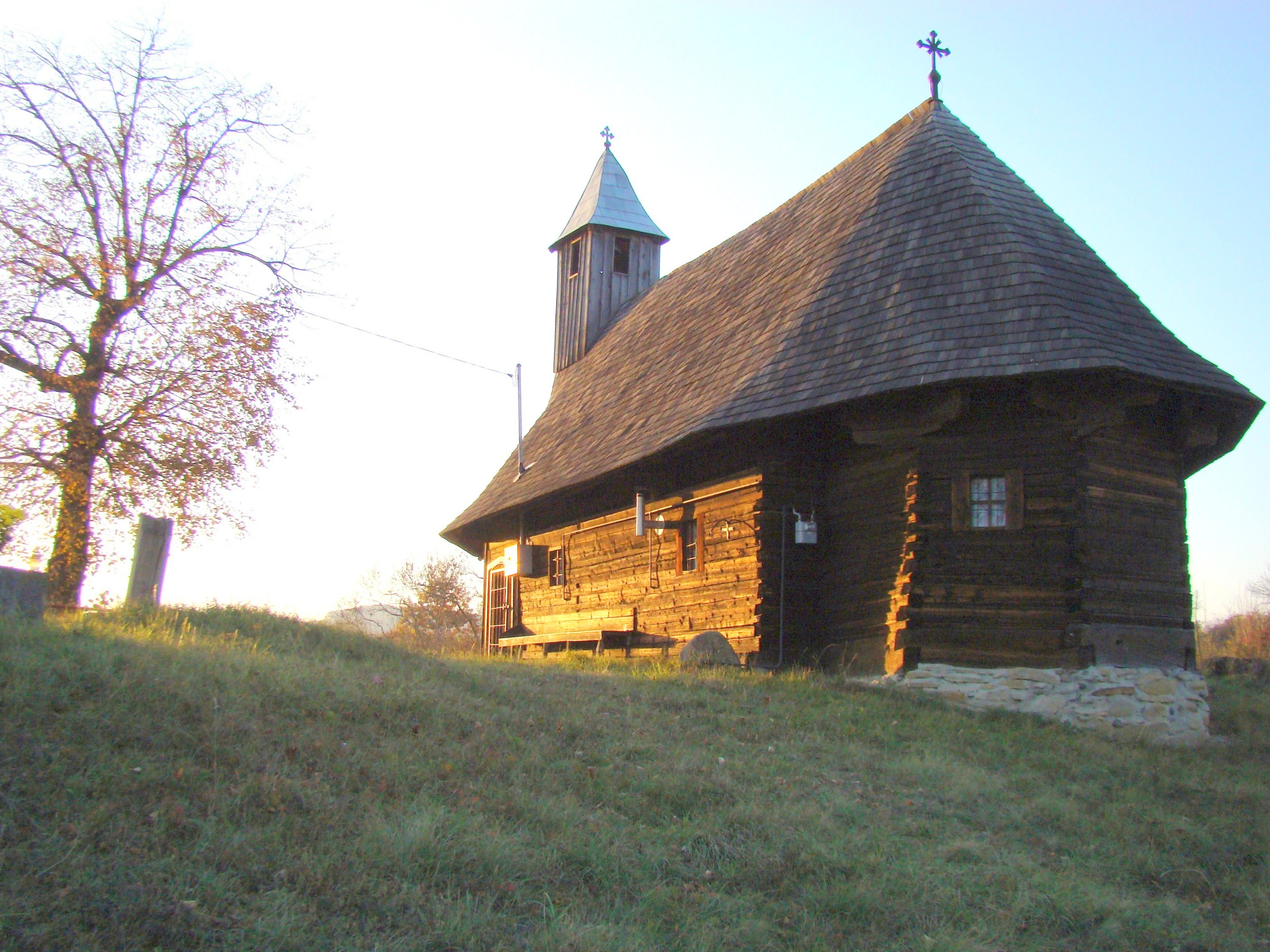
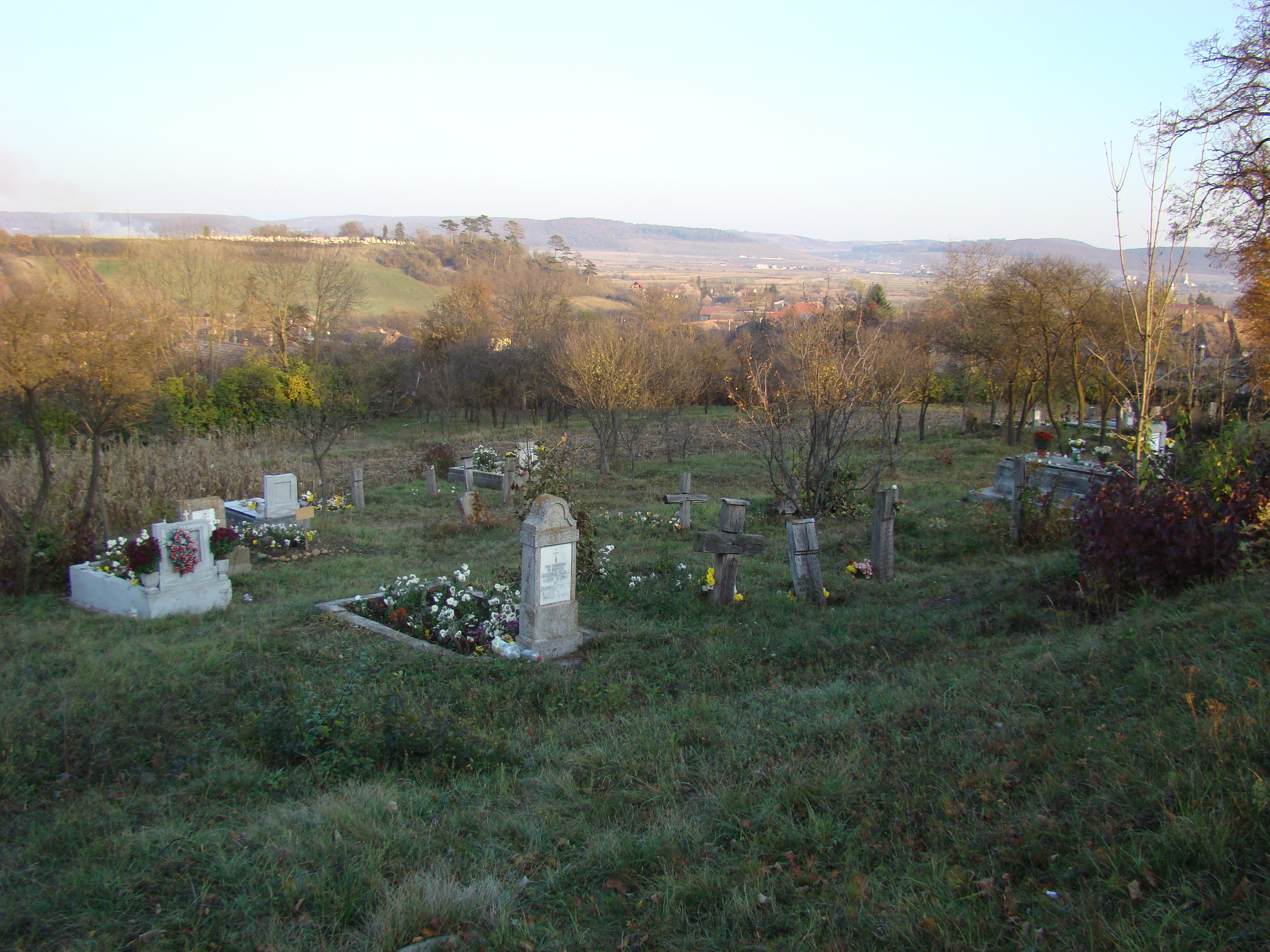
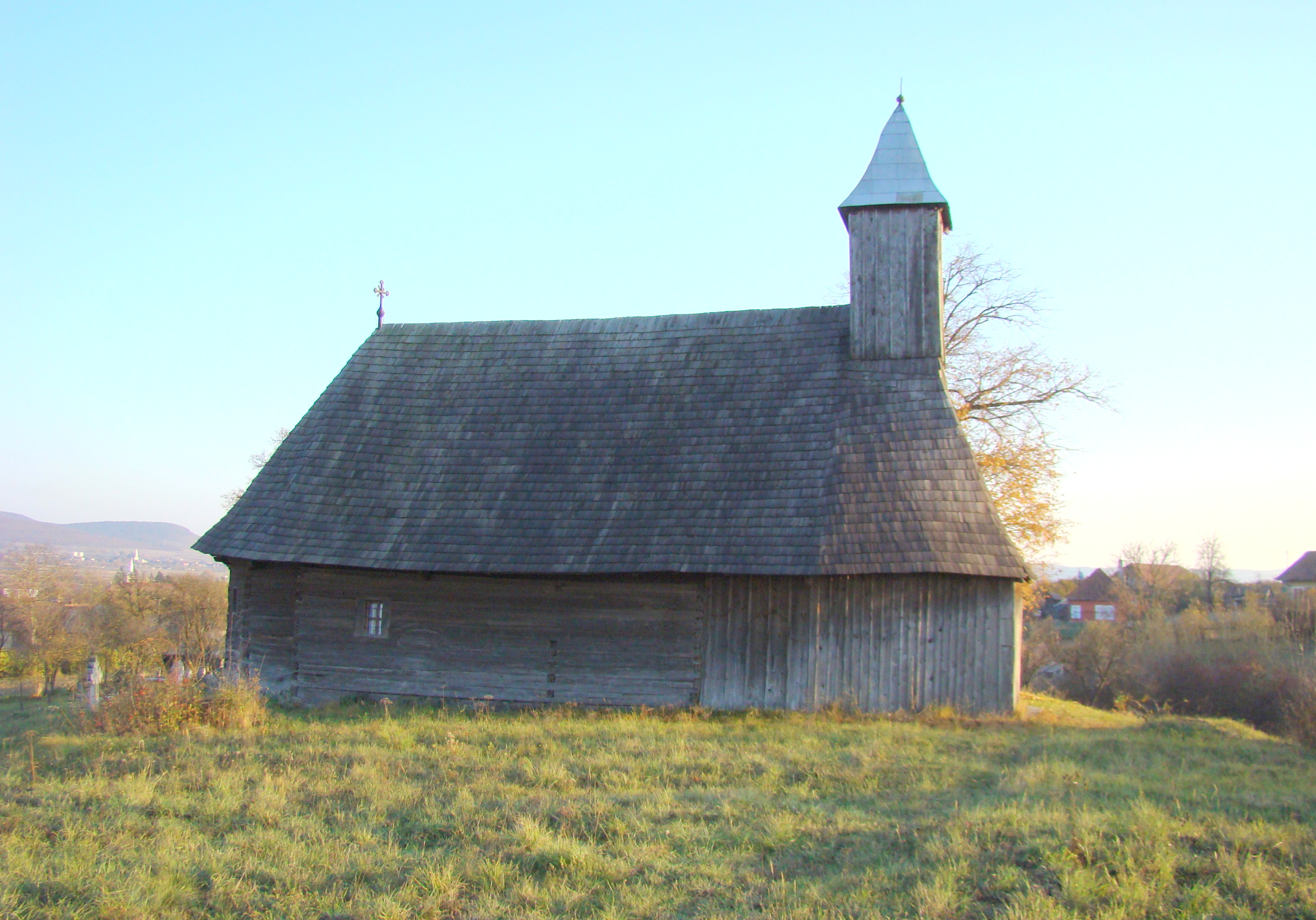
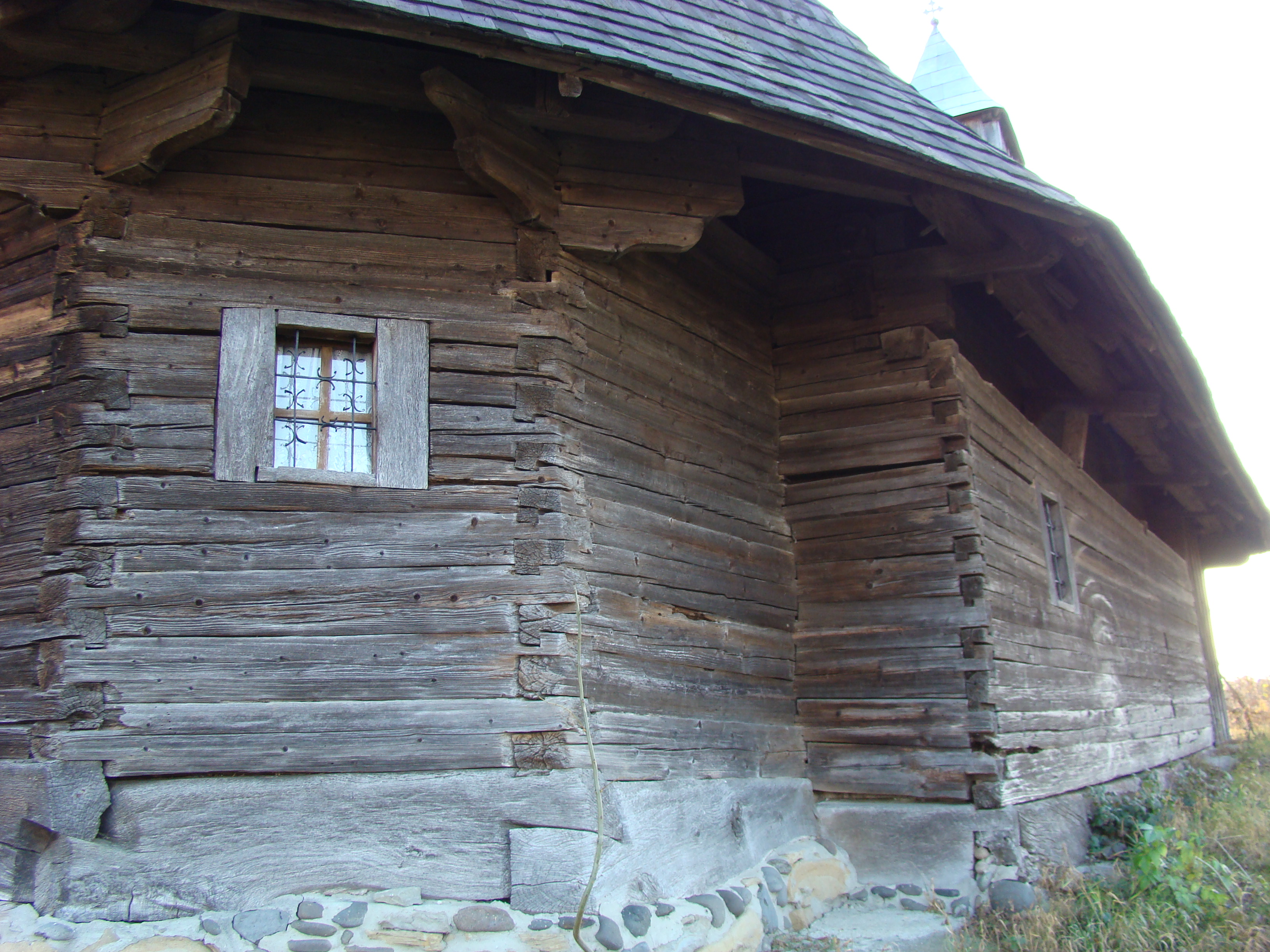
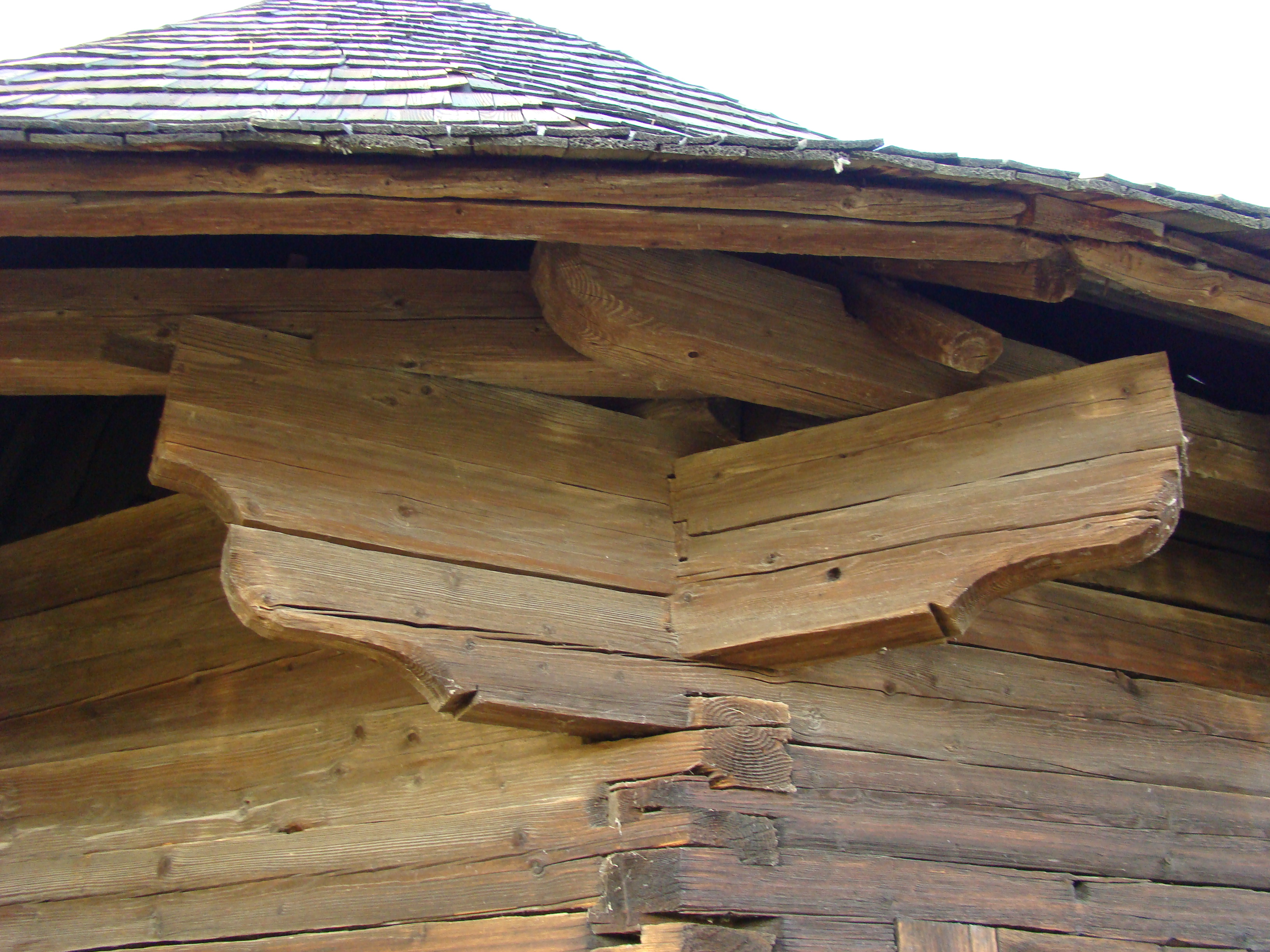
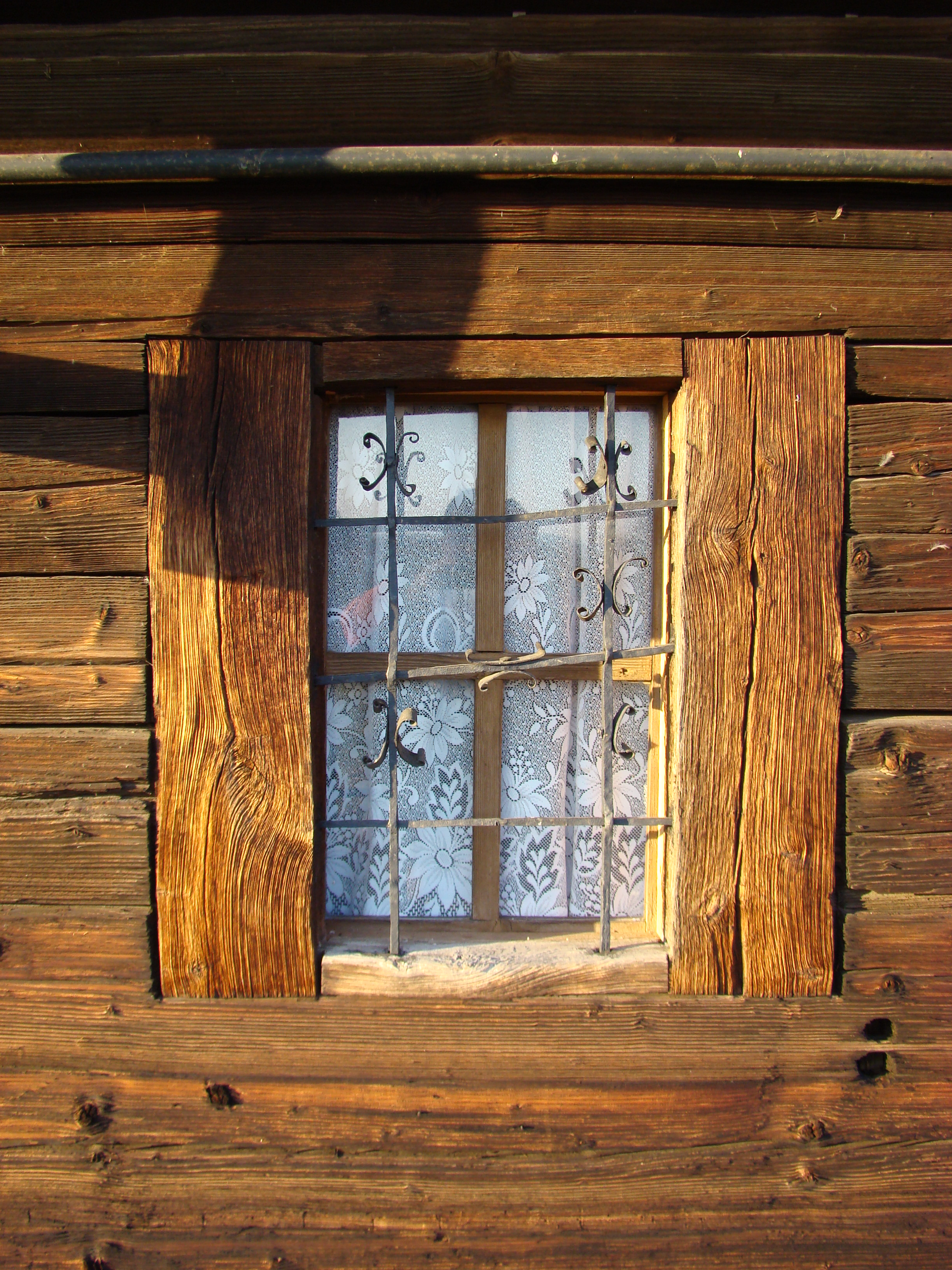
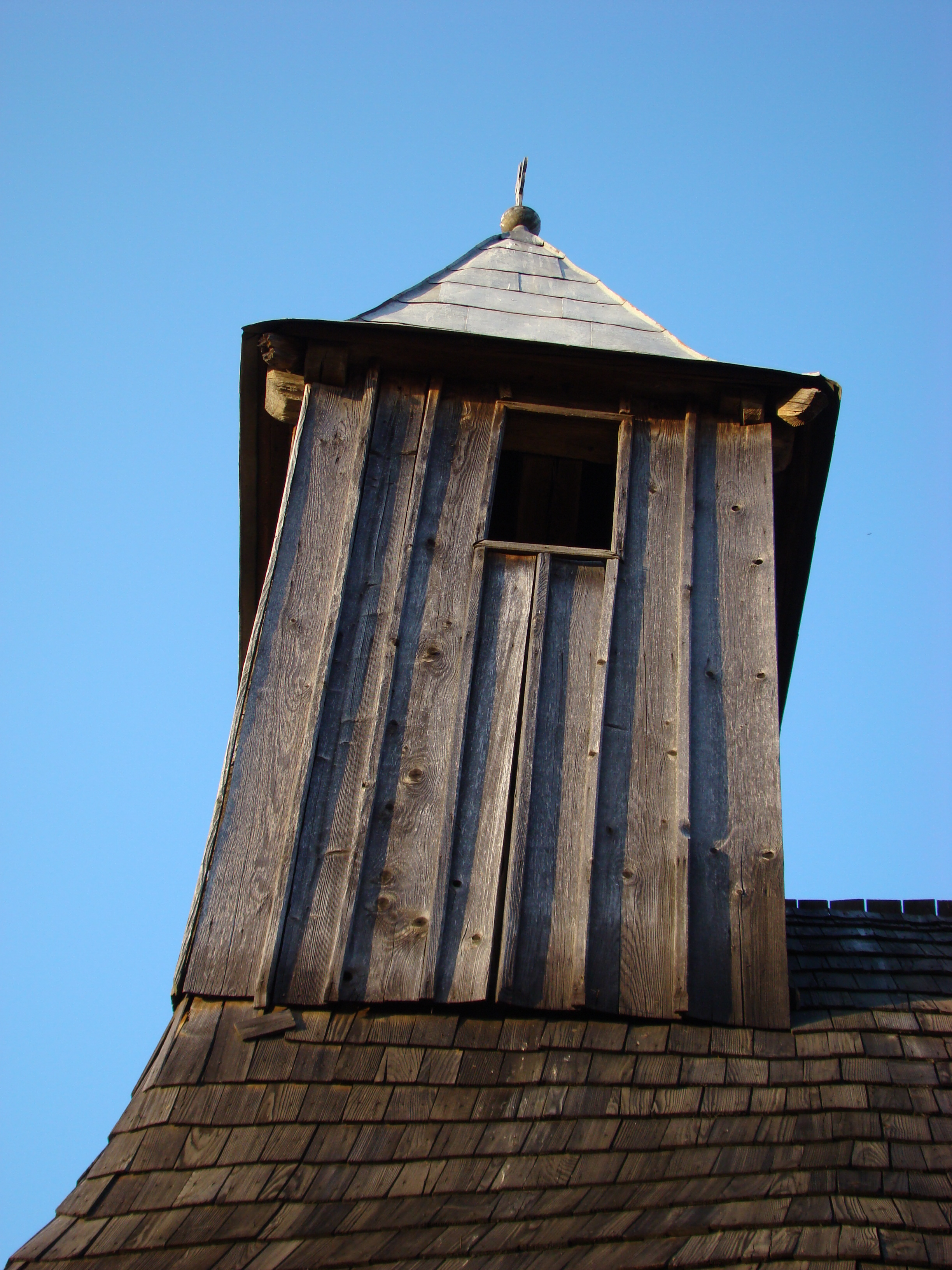
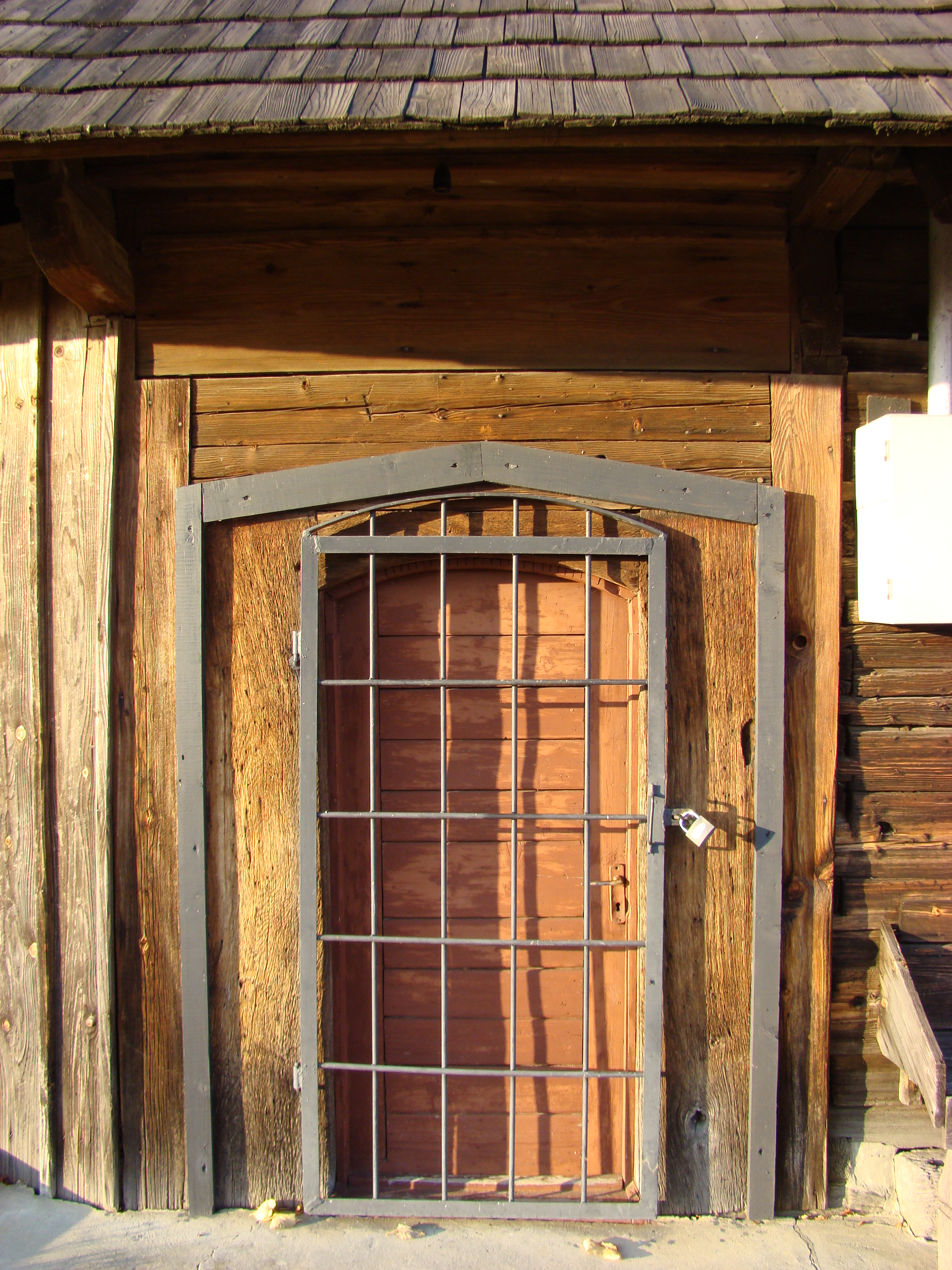
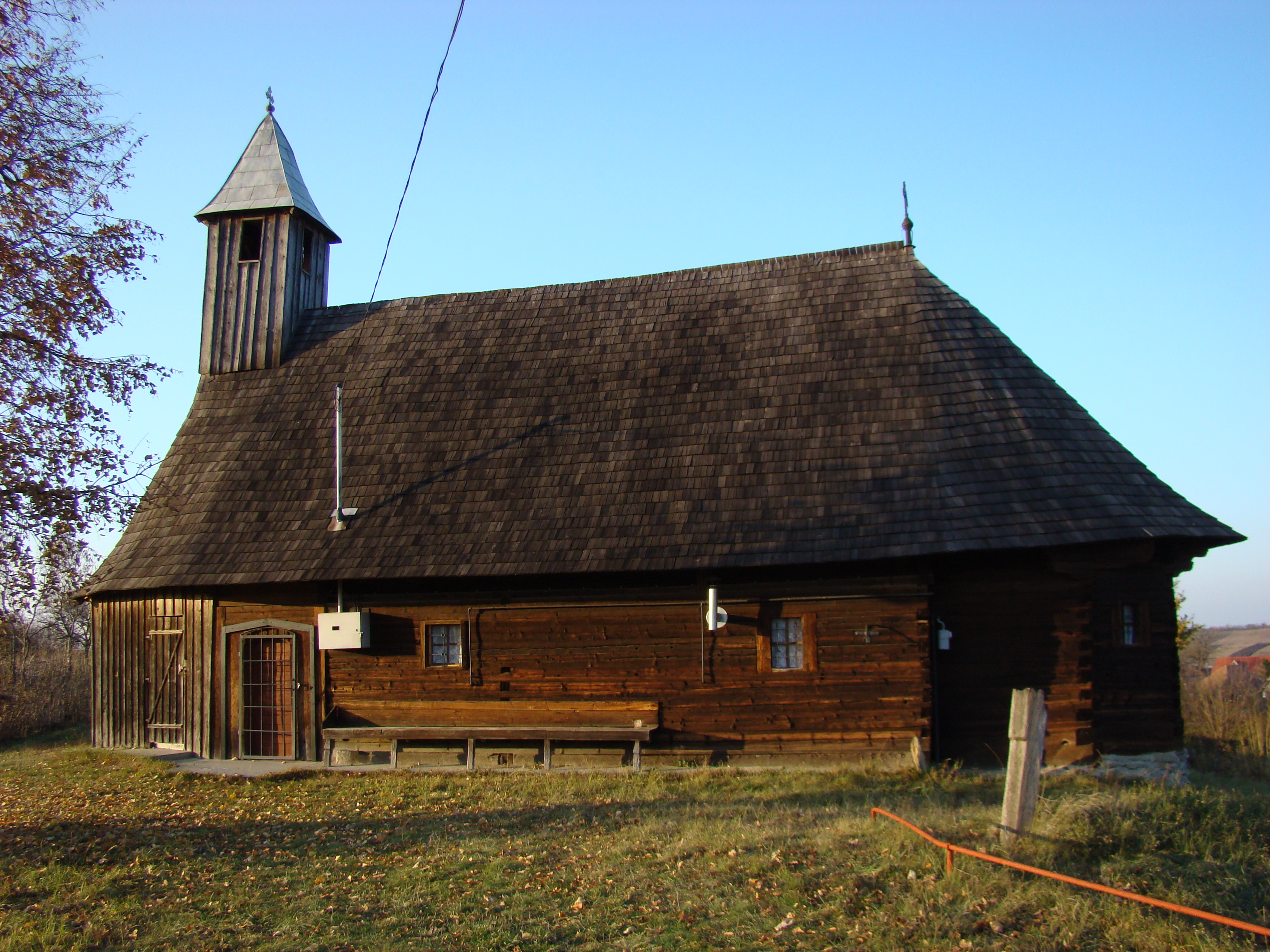